# X-Men (série de filmes)
X-Men é uma série de filmes norte-americana de super-heróis baseada na equipe homônima criada por Stan Lee e Jack Kirby e que aparece nas revistas em quadrinhos publicadas pela Marvel Comics. A 20th Century Fox obteve os direitos cinematográficos dos personagens em 1994, em 1996 foi lançado um telefilme baseado nos mutantes intitulado Generation X, e eventualmente Bryan Singer foi contratado para dirigir X-Men (2000) e sua sequência, X-Men 2 (2003), enquanto Brett Ratner dirigiu X-Men: The Last Stand (2006).
Por conta das boas recepções dos três primeiro filmes dos X-Men, fizeram a Fox desenvolver três jogos eletrônicos baseados nos filmes, X2: Wolverine's Revenge (2003), contando os acontecimentos do filme X-Men 2. X-Men: The Official Game (2006), sendo uma espécie de sequela de X-Men 2 e uma prequela de X-Men: The Last Stand, além de explicar algumas coisas que não foram esclarecidas no segundo e terceiro filme, sendo canônico na história dos filmes. E também X-Men Origins: Wolverine (2009), um jogo recontando a história do filme de mesmo nome.
A boa recepção do personagem Wolverine, interpretado por Hugh Jackman, levou ao surgimento de três filmes solos do personagem, o primeiro sendo X-Men Origins: Wolverine (2009), The Wolverine (2013) e Logan (2017).
Depois que cada filme ganhou mais bilheteria do que seu antecessor, vários filmes spin-offs foram lançados. Um prequela, X-Men: First Class, foi lançado em 2011, seguido pelas sequências X-Men: Days of Future Past (2014, também uma sequência de The Last Stand), X-Men: Apocalypse (2016) e Dark Phoenix (2019). Filmes solo foram feitos para os personagens Wolverine e Deadpool, bem como The New Mutants (2020).
Em 2017, duas séries de televisão foram produzidas baseadas nos mutantes, Legion estreiou dia 8 de fevereiro de 2017, e conseguiu três temporadas e 27 episódios, com sua última estreia sendo no dia 12 de agosto de 2019. Enquanto The Gifted estreiou dia 2 de outubro de 2017, ganhando duas temporadas e 29 episódios, com sua última estreia sendo no dia 26 de fevereiro de 2019.
Após a boa recepção de um curta-metragem animado vazado dirigido e financiado pelo ator Ryan Reynolds sobre o personagem Deadpool, a Fox fez dois filmes baseados no personagem, Deadpool (2016) e Deadpool 2 (2018).
X-Men, X-Men 2, X-Men: First Class, The Wolverine, X-Men: Days of Future Past, e Logan foram todos recebidos com críticas positivas dos críticos. X-Men: The Last Stand e X-Men: Apocalypse foram recebidos com críticas mistas, enquanto X-Men Origins: Wolverine, The New Mutants e Dark Phoenix recebeu críticas negativas.
Com quatorze filmes lançados, a série de filmes X-Men é a sexta série de filmes de maior bilheteria, tendo arrecadado mais de US$ 7.422.190.386 bilhões em todo o mundo, atrás de 007 e a frente de The Fast and the Furious. Com seu maior sucesso sendo Deadpool, de 2016, que arrecadou US$ 782.836.791.
Depois da 20th Century Fox ser adquirida pela The Walt Disney Company em 2019, os X-Men passariam a ser parte do Universo Cinematográfico Marvel em vez de uma franquia de filmes própria. O primeiro filme produzido pela Marvel Studios foi Deadpool & Wolverine de 2024. Embora não seja considerado parte oficial da série, continua a franquia de filmes Deadpool e serve como um final retroativo para essa continuidade, além de Kevin Feige, presidente da Marvel Studios, confimar que Deadpool & Wolverine é a introdução dos mutantes ao MCU. Vários personagens importantes da franquia irão reprisar seus papeis no filme Avengers: Doomsday (2026), em 2019, Kevin Feige confirmou que um filme sem título dos X-Men que irá rebotar a série de filmes será lançado após o lançamento do filme Avengers: Secret Wars (2027).

## Filmes
| Filme                      | Data de lançamento      | Diretor(es)    | Roteirista(s)                                                    | História(s)                                                      | Produtor(es)                                                        |
| -------------------------- | ----------------------- | -------------- | ---------------------------------------------------------------- | ---------------------------------------------------------------- | ------------------------------------------------------------------- |
| X-Men                      | 14 de julho de 2000     | Bryan Singer   | David Hayter                                                     | Tom DeSanto e Bryan Singer                                       | Ralph Winter e Lauren Shuler Donner                                 |
| X-Men 2                    | 2 de maio de 2003       | Bryan Singer   | Dan Harris, David Hayter e Michael Dougherty                     | Zak Penn, David Hayter e Bryan Singer                            | Ralph Winter e Lauren Shuler Donner                                 |
| X-Men: The Last Stand      | 26 de maio de 2006      | Brett Ratner   | Zak Penn e Simon Kinberg                                         | Zak Penn e Simon Kinberg                                         | Avi Arad, Ralph Winter e Lauren Shuler Donner                       |
| X-Men Origins: Wolverine   | 1 de maio de 2009       | Gavin Hood     | Skip Woods e David Benioff                                       | Skip Woods e David Benioff                                       | Hugh Jackman, John Palermo, Ralph Winter e Lauren Shuler Donner     |
| X-Men: First Class         | 3 de junho de 2011      | Matthew Vaughn | Zack Stentz, Jane Goldman, Matthew Vaughn e Ashley Edward Miller | Bryan Singer e Sheldon Turner                                    | Bryan Singer, Simon Kinberg, Gregory Goodman e Lauren Shuler Donner |
| The Wolverine              | 26 de julho de 2013     | James Mangold  | Scott Frank e Mark Bomback                                       | Scott Frank e Mark Bomback                                       | Hutch Parker e Lauren Shuler Donner                                 |
| X-Men: Days of Future Past | 23 de maio de 2014      | Bryan Singer   | Simon Kinberg                                                    | Jane Goldman, Simon Kinberg e Matthew Vaughn                     | Hutch Parker, Bryan Singer, Simon Kinberg e Lauren Shuler Donner    |
| Deadpool                   | 12 de fevereiro de 2016 | Tim Miller     | Rhett Reese e Paul Wernick                                       | Rhett Reese e Paul Wernick                                       | Ryan Reynolds, Simon Kinberg e Lauren Shuler Donner                 |
| X-Men: Apocalypse          | 27 de maio de 2016      | Bryan Singer   | Simon Kinberg                                                    | Dan Harris, Bryan Singer, Simon Kinberg e Michael Dougherty      | Hutch Parker, Bryan Singer, Simon Kinberg e Lauren Shuler Donner    |
| Logan                      | 3 de março de 2017      | James Mangold  | Scott Frank, James Mangold e Michael Green                       | James Mangold                                                    | Hutch Parker, Simon Kinberg e Lauren Shuler Donner                  |
| Deadpool 2                 | 18 de maio de 2018      | David Leitch   | Rhett Reese, Paul Wernick e Ryan Reynolds                        | Rhett Reese, Paul Wernick e Ryan Reynolds                        | Ryan Reynolds, Simon Kinberg e Lauren Shuler Donner                 |
| Dark Phoenix               | 7 de junho de 2019      | Simon Kinberg  | Simon Kinberg                                                    | Simon Kinberg                                                    | Hutch Parker, Simon Kinberg, Todd Hallowell e Lauren Shuler Donner  |
| The New Mutants            | 28 de agosto de 2020    | Josh Boone     | Knate Lee e Josh Boone                                           | Knate Lee e Josh Boone                                           | Simon Kinberg, Karen Rosenfelt e Lauren Shuler Donner               |
| Deadpool & Wolverine       | 25 de julho de 2024     | Shawn Levy     | Ryan Reynolds, Rhett Reese, Paul Wernick, Zeb Wells e Shawn Levy | Ryan Reynolds, Rhett Reese, Paul Wernick, Zeb Wells e Shawn Levy | Kevin Feige, Ryan Reynolds, Shawn Levy e Lauren Shuler Donner       |

### X-Men(2000)

Pôster do filme.

O filme apresenta James "Logan" Howlett / Wolverine e Marie LeBeau / Vampíra no conflito entre os X-Men, do Professor Charles Xavier e a Irmandade de Mutantes, liderada por Erik Lehnsherr / Magneto. Magneto pretende mutar líderes mundiais em uma cúpula das Nações Unidas com uma máquina que ele construiu para promover a aceitação da espécie mutante, mas Xavier percebe que essa mutação forçada só resultará em mortes.
Em 1994, a 20th Century Fox e a produtora Lauren Shuler Donner compraram os direitos cinematográficos dos X-Men. Andrew Kevin Walker foi contratado para escrever, e James Cameron manifestou interesse em produzir. Eventualmente, Bryan Singer assinou para dirigir em julho de 1996. Embora ele não fosse fã de quadrinhos, Singer ficou fascinado com as analogias de preconceito e discriminação que os X-Men oferecem. Joss Whedon, John Logan, Ed Solomon, Christopher McQuarrie e David Hayter escreveram o roteiro, com Hayter recebendo o único crédito. As filmagens começaram em setembro de 1999 em Toronto, Canadá, e terminaram em março de 2000. O filme foi lançado em 14 de julho de 2000.

### X-Men 2(2003)
No filme, Kurt Wagner / Noturno tenta assassinar o presidente na Casa Branca para a desmarginalização dos Mutantes sob a sociedade, com seu plano fracassando, o Coronel William Stryker, irritado com os mutantes, faz então uma lavagem cerebral e questiona o aprisionado Magneto sobre localização da máquina de mutantes do Professor Xavier, o Cérebro. Stryker ataca a Mansão X e faz o lavagem cerebral em Xavier para localizar cada mutante do planeta para matá-los. Os X-Men devem se juntar à Irmandade para evitar o genocídio mundial de Stryker.
Hayter e Zak Penn foram contratados para escrever seus próprios roteiros para a sequência, que Singer escolheria, com o objetivo de lançar o filme em dezembro de 2002. Michael Dougherty e Dan Harris foram contratados para reescrever o roteiro em fevereiro de 2002. As filmagens começaram em junho de 2002 em Vancouver, Canadá, e terminaram em novembro de 2002. O filme foi lançado em 2 de maio de 2003.

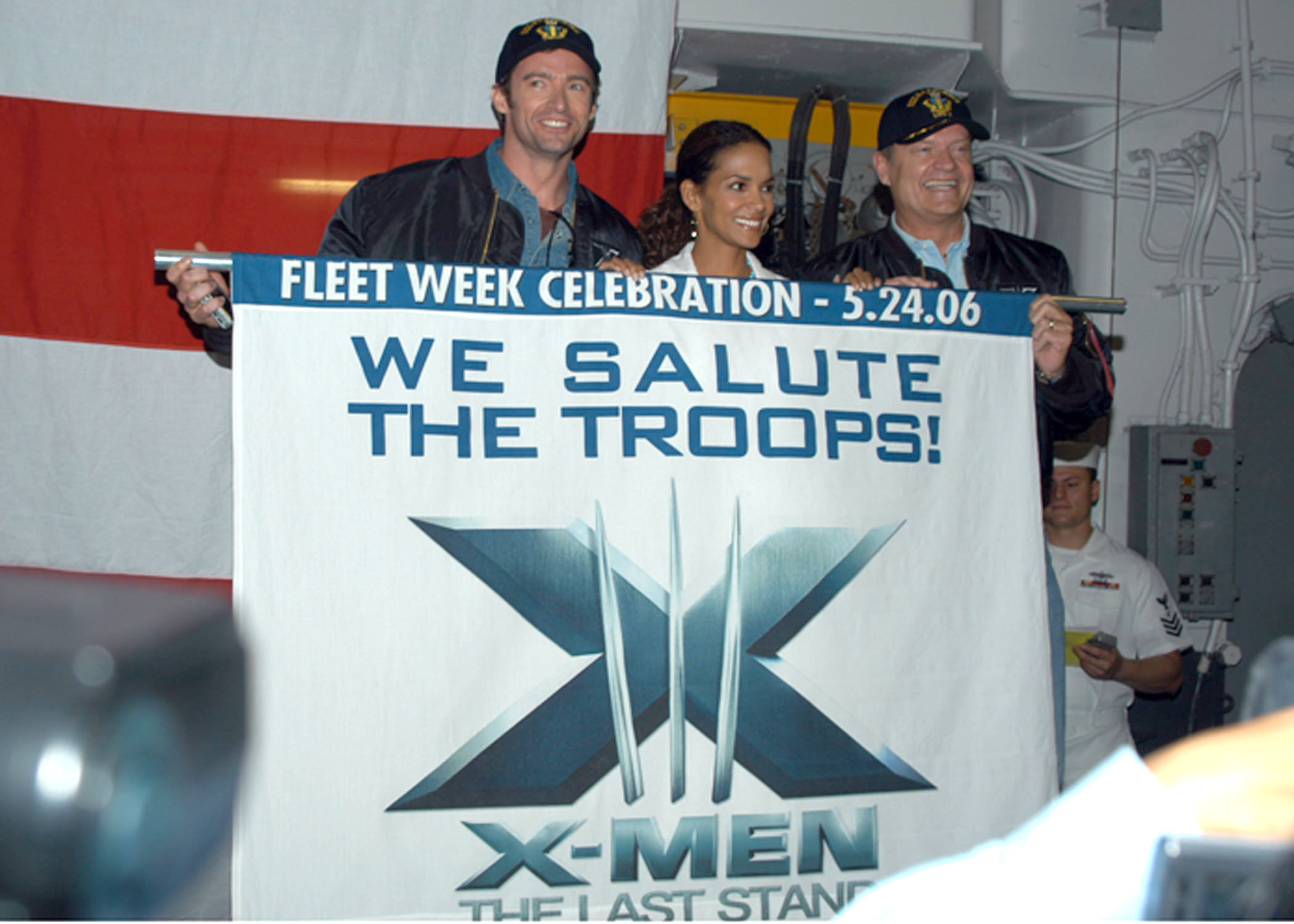
Hugh Jackman, Kelsey Grammer e Halle Berry promovendo X-Men: The Last Stand.

### X-Men: The Last Stand(2006)
No filme, uma empresa farmacêutica desenvolveu um supressor do gene mutante, provocando controvérsia na comunidade mutante. Magneto declara guerra aos humanos e convoca para seu lado: Fênix, a ressuscitada ex-X-Men, Jean Grey. Uma batalha final entre os X-Men e a nova reunião da Irmandade acontece, e Wolverine deve aceitar isso para parar Grey, ele terá que matá-la.
A história "Gifted" de Astonishing X-Men, de Joss Whedon, apresentando uma cura mutante, foi sugerida para a história principal. Matthew Vaughn entrou como diretor em fevereiro de 2005, mas deixou devido ao cronograma de produção apressado. Mais tarde, Brett Ratner foi contratado como diretor em junho. As filmagens começaram em agosto de 2005 em Vancouver, Canadá, e terminaram em janeiro de 2006. O filme foi lançado em 26 de maio de 2006.

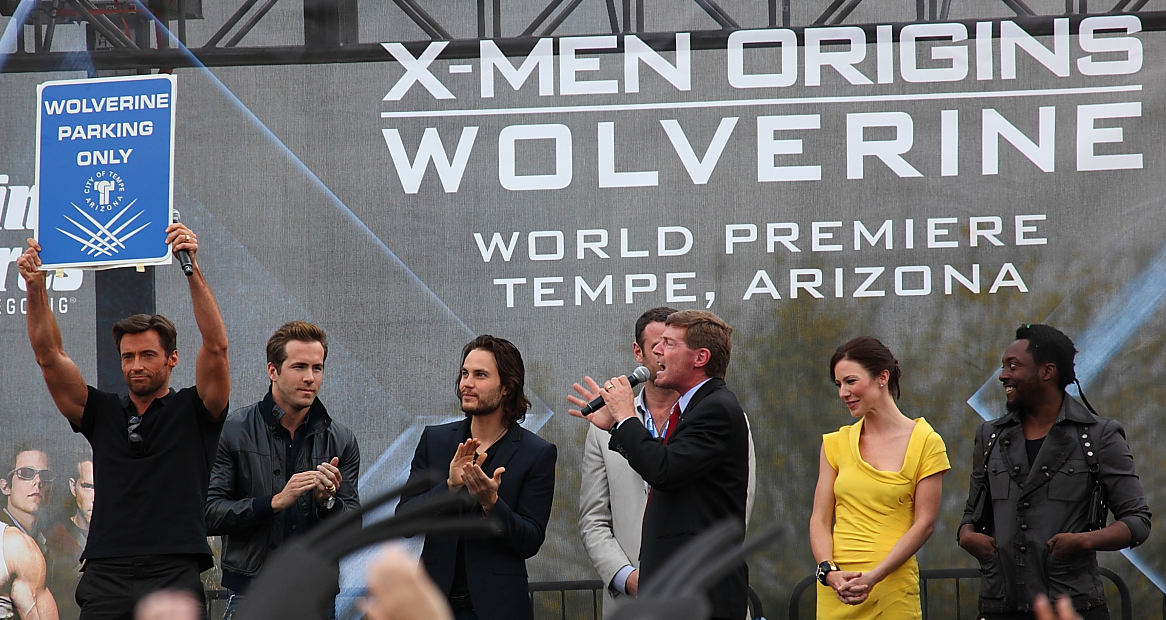
Elenco de X-Men Origins: Wolverine.

### X-Men Origins: Wolverine(2009)
Um prequel e um spin-off focado no personagem James "Logan" Howlett / Wolverine e seu relacionamento com seu meio-irmão Victor Creed / Dentes-de-Sabre, assim como seu tempo com a Equipe X, líderada por William Stryker, antes, e pouco depois de Logan se juntar ao programa Arma X e seu esqueleto estar ligado a uma liga metálica indestrutível, Adamantium. O que Logan não sabe é que Stryker quer usar seu DNA a partir do programa Arma X para formar um mutante indestrutível, a Arma XI.
David Benioff foi contratado para escrever o roteiro do filme spin-off do Wolverine em outubro de 2004. Hugh Jackman se tornou produtor e estrela e trabalhou com o Benioff no roteiro. Ratner esteve em negociações com o estúdio para assumir o comando de Wolverine depois de dirigir X-Men: O Confronto Final, mas nenhum acordo foi feito. Em julho de 2007, Gavin Hood foi contratado como diretor. As filmagens começaram em janeiro de 2008 em Queenstown, Nova Zelândia, e terminaram em maio. O filme foi lançado em 1 de maio de 2009.

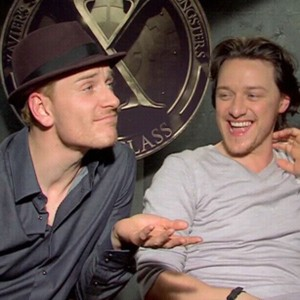
James McAvoy e Michael Fassbender interpretaram Charles Xavier e Erik Lehnsherr no filme.

### X-Men: First Class(2011)
Situado principalmente em 1962, durante a Crise dos mísseis de Cuba, o filme se concentra nas origens e nas relações entre Charles Xavier / Professor X e Erik Lehnsherr / Magneto sobre a formação de seus respectivos grupos de mutantes, os X-Men e a Irmandade dos Mutantes.
A produtora Lauren Shuler Donner pensou pela primeira vez em um prequel baseado nos jovens X-Men. Durante a produção de X-Men 2, e o produtor Kinberg sugeriu a 20th Century Fox uma adaptação da série de quadrinhos X-Men: First Class. Singer assinou para dirigir o filme em dezembro de 2009; no entanto, em março de 2010 foi anunciado que Singer estaria produzindo em vez de dirigir. Vaughn, que estava anteriormente vinculado a dirigir X-Men: O Confronto Final, se tornou o diretor e co-escreveu o roteiro final com seu parceira de escrita, Jane Goldman. O filme substituiu o planejado X-Men Origens: Magneto e a arbitragem do Writer's Guild of America ainda creditou o roteirista de Magneto, Sheldon Turner, pela história do filme. As filmagens começaram em agosto de 2010 em Londres, Inglaterra, e terminaram em dezembro. O filme foi lançado em 3 de junho de 2011.

### The Wolverine(2013)

Pôster promocional de The Wolverine.

Situado depois dos eventos de X-Men: O Confronto Final, o filme mostra Wolverine indo ao Japão para uma reunião com um soldado chamado Ichirō Yashida, cuja vida ele salvou anos antes. Wolverine deve defender a neta Mariko Yashida de todos as maneiras de ninjas e assassinos da Yakuza.
Christopher McQuarrie, que não foi acreditado por seu trabalho em X-Men, foi contratado para escrever o roteiro do segundo filme do Wolverine em agosto de 2009. Darren Aronofsky foi escolhido para dirigir o filme, mas abandonou afirmando que o projeto o manteria fora do país por muito tempo. James Mangold foi escolhido depois para dirigir o filme. Mark Bomback foi contratado para reescrever o roteiro de McQuarrie. As filmagens começaram em agosto de 2012 em Sydney, Austrália, e terminaram em novembro. O filme foi lançado em 26 de julho de 2013.

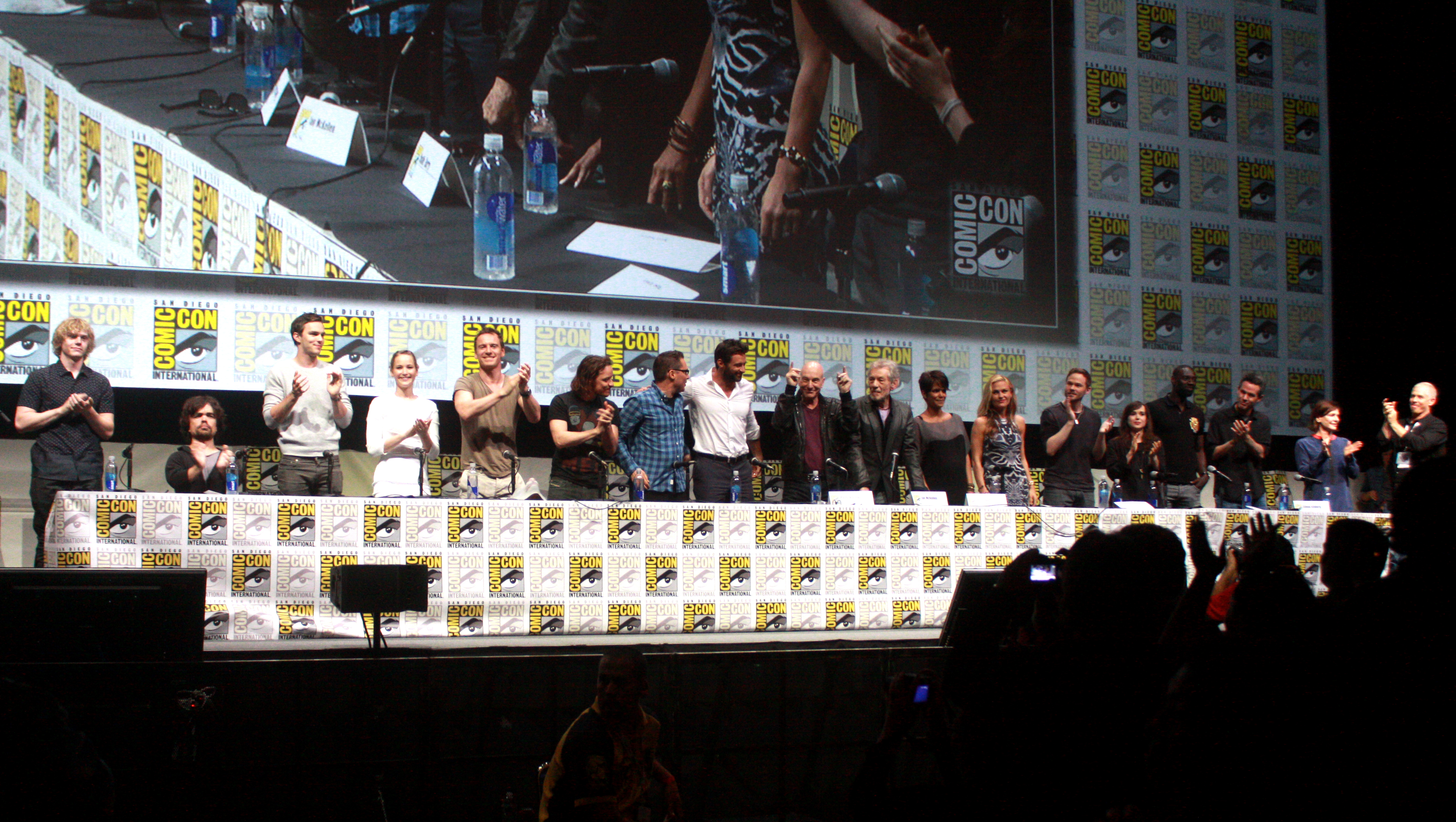
Elenco de X-Men: Days of Future Past na San Diego Comic-Con de 2013.

### X-Men: Days of Future Past(2014)
Situado anos depois dos eventos de The Wolverine, em 2023, o filme apresenta o elenco da trilogia original X-Men e X-Men: First Class. A história, inspirado no arco da revista em quadrinhos The Uncanny X-Men, "Dias de um Futuro Esquecido", de Chris Claremont e John Byrne, apresenta Wolverine voltando no tempo para 1973 para evitar um assassinato que, se realizado, levará à criação de um novo sistema de armas chamado Sentinelas que ameaça a existência de mutantes — e potencialmente, toda a humanidade.
Matthew Vaughn foi anexado para dirigir o filme, mas deixou em outubro de 2012 para se concentrar no filme Kingsman: The Secret Service. Singer, que dirigiu os dois primeiros filmes dos X-Men e produziu X-Men: First Class, substituiu Vaughn como diretor do filme. O roteiro foi escrito por Kinberg. As filmagens começaram em abril de 2013 em Montreal, Canadá, e terminaram em agosto. Outras filmagens ocorreram em Montreal em novembro de 2013 e fevereiro de 2014.

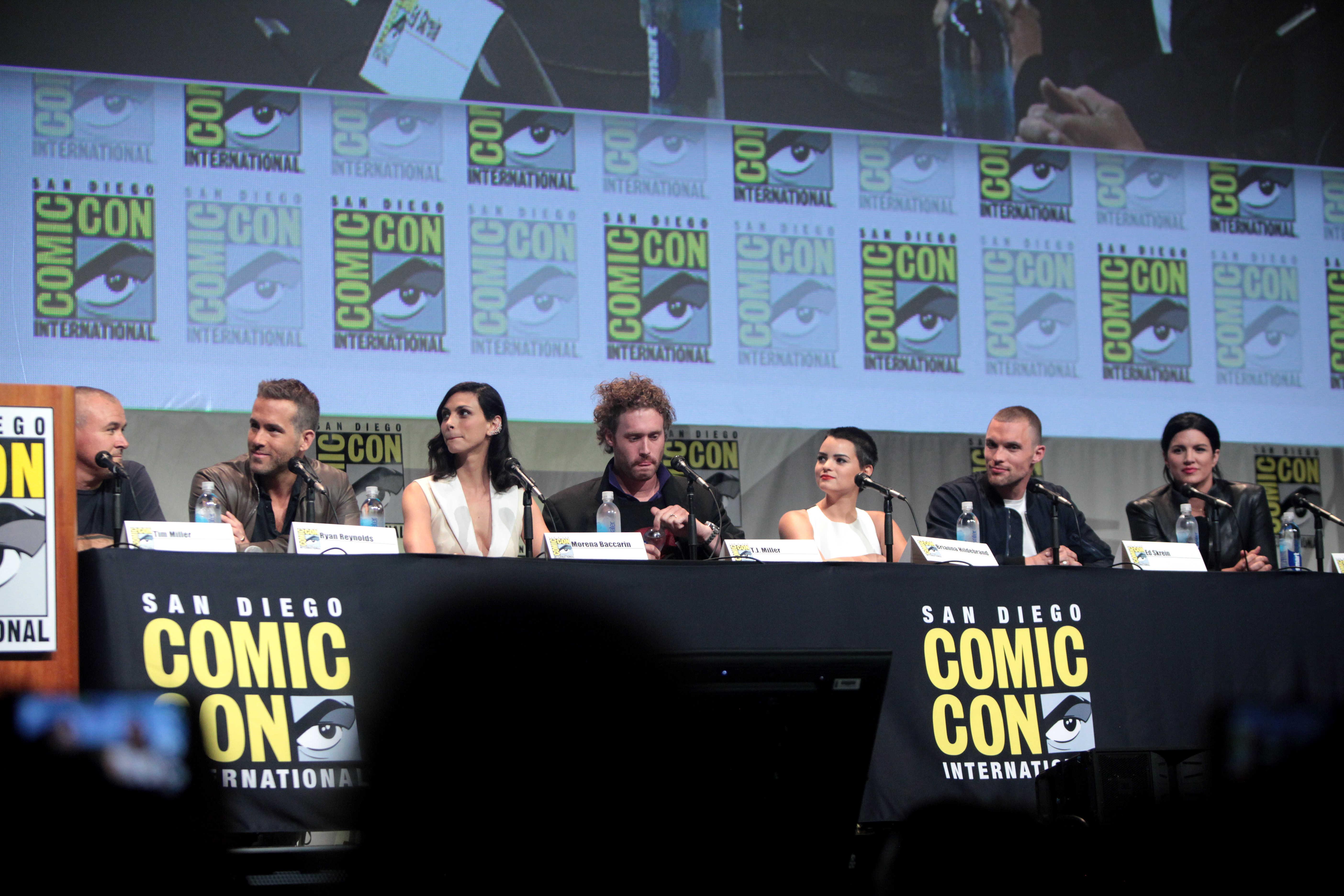
Elenco de Deadpool na San Diego Comic-Con de 2015.

### Deadpool(2016)
Situado em 2016, mostra as aventuras de Wade Wilson / Deadpool indo atrás de Francis Freeman / Ajax, que havia estragado sua face e sequestrado sua namorada Vanessa Carysle. Wade precisará da ajuda de Piotr Rasputin / Colossus e Ellie Phimister / Míssil Adolescente Megassônico para isso.
O filme apresenta uma versão diferente do mesmo personagem que foi visto em X-Men Origins: Wolverine, sendo uma versão mais sarcástica, tagarela e humorística do personagem que também foi apresentado por Reynolds.

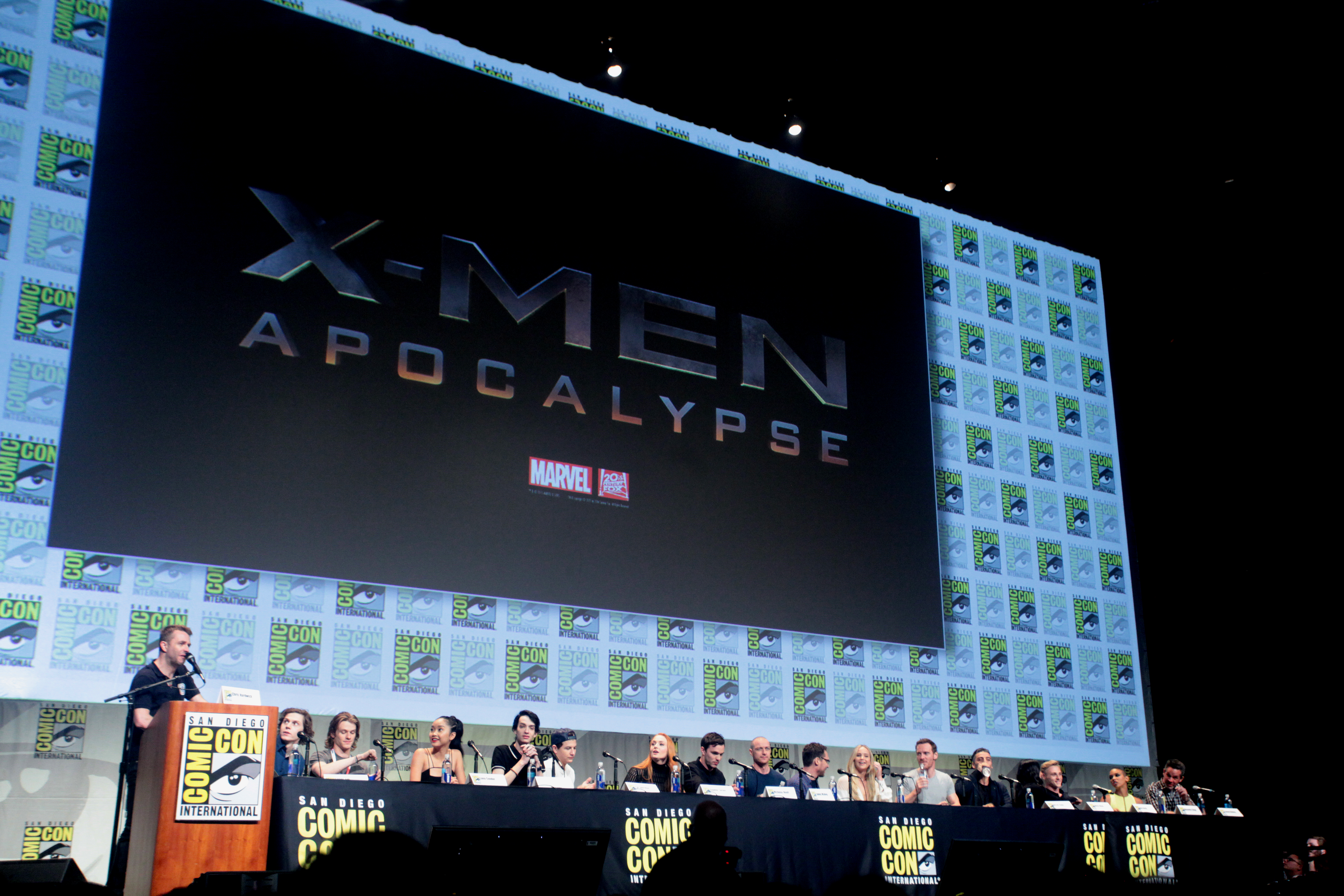
Elenco de X-Men: Apocalypse na San Diego Comic-Con de 2015.

### X-Men: Apocalypse(2016)
Situado após X-Men: Days of Future Past, En Sabah Nur, o primeiro mutante, desperta depois de milhares de anos. Desiludido com o mundo enquanto o encontra, ele recruta uma equipe de mutantes para limpar a humanidade e criar uma nova ordem mundial, sobre a qual ele irá reinar. Mística, com a ajuda do Professor X, deve liderar os X-Men para parar o Apocalipse e salvar a humanidade da destruição. A história se passa em 1983.
O filme foi anunciado em dezembro de 2013. Dirigido por Singer e escritor por Simon Kinberg, Dan Harris e Michael Dougherty, o filme foi dito ser focado na origem dos mutantes. Kinberg disse que o filme completa a trilogia que começou com X-Men: First Class. As filmagens começaram em abril de 2015 em Montreal, Canadá, e terminaram em agosto. O filme foi lançado em 27 de maio de 2016, na América do Norte.

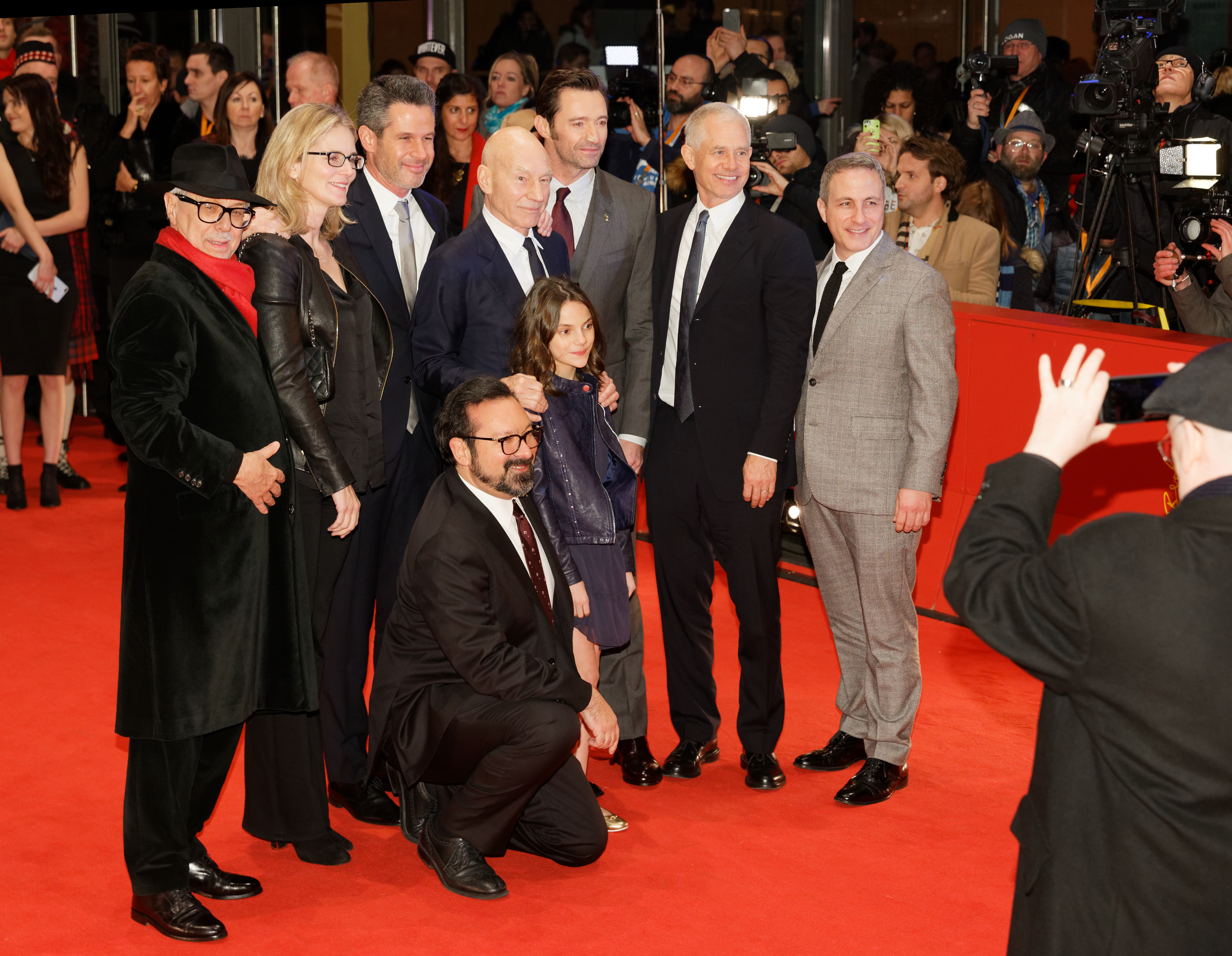
Elenco de Logan no Festival Internacional de Cinema de Berlim.

### Logan(2017)
No filme, situado em 2029, Logan e o Professor Charles Xavier conhecem uma jovem chamada Laura / X-23, uma filha do Wolverine, que está sendo caçada pelos Carniceiros liderados por Donald Pierce. A história, inspirada no arco "Old Man Logan", mostra um mundo onde muitos mutantes e todos os X-Men morreram após um surto mental de Charles, que sofre de demência.
Em novembro de 2013, a 20th Century Fox iniciou as negociações para o tratamento de um terceiro filme solo do Wolverine com o diretor James Mangold e Donner anexada para produzir. Mangold disse que ele seria inspirado por outras histórias do Wolverine dos quadrinhos e seria feito após X-Men: Apocalypse. Em março de 2014, David James Kelly foi contratado para escrever o roteiro. Em abril de 2015, Michael Green foi contratado para trabalhar no roteiro do filme. As filmagens começaram em maio de 2016 e o filme foi lançado em 3 de março de 2017. O filme marcou os performances finais de Hugh Jackman e Patrick Stewart como Wolverine e Charles Xavier, respectivamente.

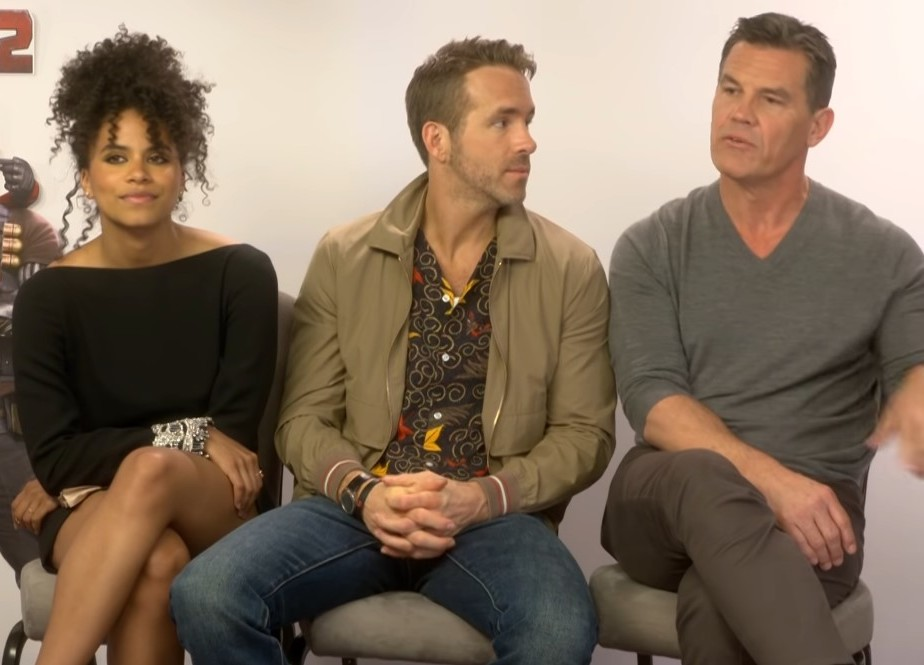
Elenco de Deadpool 2.

### Deadpool 2(2018)
Após Vanessa ser morta por mafiosos, Wade Wilson / Deadpool é preso em sua primeira missão como X-Men, junto com Russell Collins / Firefist. Na cadeia, Wade luta contra Cable, um viajante do tempo que quer vingança contra Collins, Collins se alia a Fanático e Wade forma a X-Force, embora todos os membros (exceto a Dominó) tenham morrido em seu pouso. Cable então é obrigado a se aliar com Deadpool, Colossus, Dominó e Míssil Adolescente Megassônico para derrotar Firefist e Fanático, que destroem o orfanato.
Em setembro de 2015, Kinberg disse que uma sequência de Deadpool estava em desenvolvimento. Perto do lançamento de Deadpool, a 20th Century Fox deu sinal verde ao filme, com Rheese e Wernick retornando para escrever, e Miller sendo considerado para retornar como diretor, pois ele estava trabalhando no roteiro no momento. No entanto, em outubro de 2016, Miller deixou o filme devido a diferenças criativas com Reynolds e foi substituído por David Leitch em novembro como diretor. Em fevereiro de 2017, Drew Goddard se juntou como consultor criativo para trabalhar no roteiro com Reynolds, Rheese e Wernick. As filmagens começaram em junho de 2017 em Vancouver para um lançamento em 17 de maio de 2018.

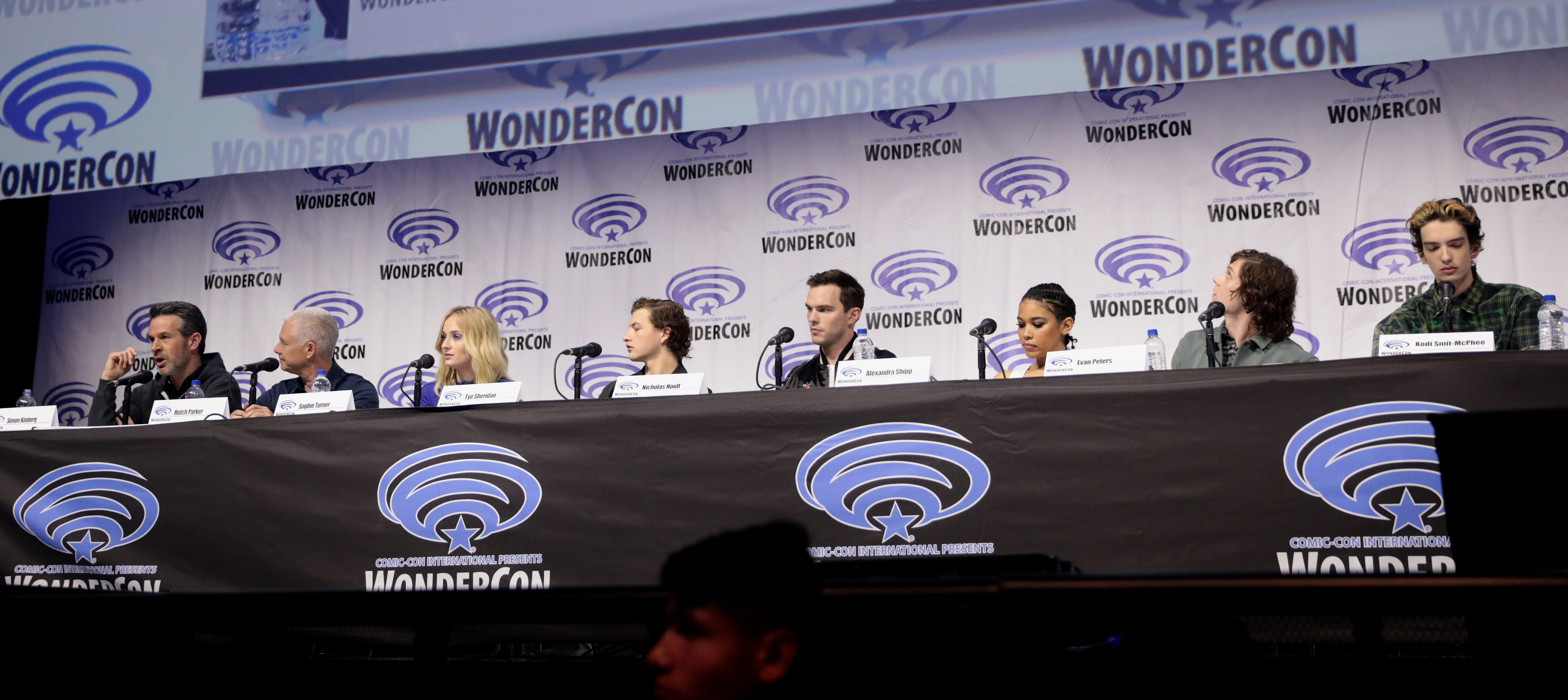
Elenco de Dark Phoenix na WonderCon.

### Dark Phoenix(2019)
Após os X-Men irem para o espaço em 1992, Jean Grey absorve uma entidade cósmica chamada Fênix Negra. Os X-Men, que são bem vistos pelos humanos nessa linha do tempo, precisarão detê-la antes que o pior aconteça.
Em fevereiro de 2017, Kinberg estava em negociações iniciais para dirigir um filme baseado no arco de histórias da Saga da Fênix Negra, a partir de um roteiro escrito por ele. Em junho do mesmo ano, foi anunciado que o filme seria dirigido por Kinberg, com as filmagens começando no mesmo mês em Montreal, Canadá. O filme foi lançado em 7 de junho de 2019.

### The New Mutants(2020)
Illyana Rasputin, Danielle Moonstar, Rahne Sinclair, Sam Guthrie e Roberto da Costa estão reunidos em um centro de pesquisas pela Dra. Cecilia Reyes. O objetivo é ajudá-los a reconhecer e controlar seus poderes. As experiências são fortes e mexem com o passado dos cinco jovens. Além de descobrirem o verdadeiro alcance dos superpoderes daqueles que ficarão conhecidos como Magia, Miragem, Lupina, Míssil e Mancha Solar, respectivamente, eles precisarão enfrentar um terrível vilão.
Em maio de 2015, Josh Boone foi contratado para escrever e dirigir uma adaptação cinematográfica da série de quadrinhos Os Novos Mutantes. Agindo como um spin-off dos filmes dos X-Men, é co-escrito por Knate Gwaltney, Scott Neustadter e Michael H. Weber com Donner e Kinberg produzindo. Em março de 2017, a pré-produção havia começado oficialmente. Boone disse que se trata de um filme de terror envolvendo os jovens mutantes escapando de uma instalação em que estão sendo mantidos contra a vontade deles. As filmagens começaram em julho de 2017 em Boston, para um lançamento em 28 de agosto de 2020.

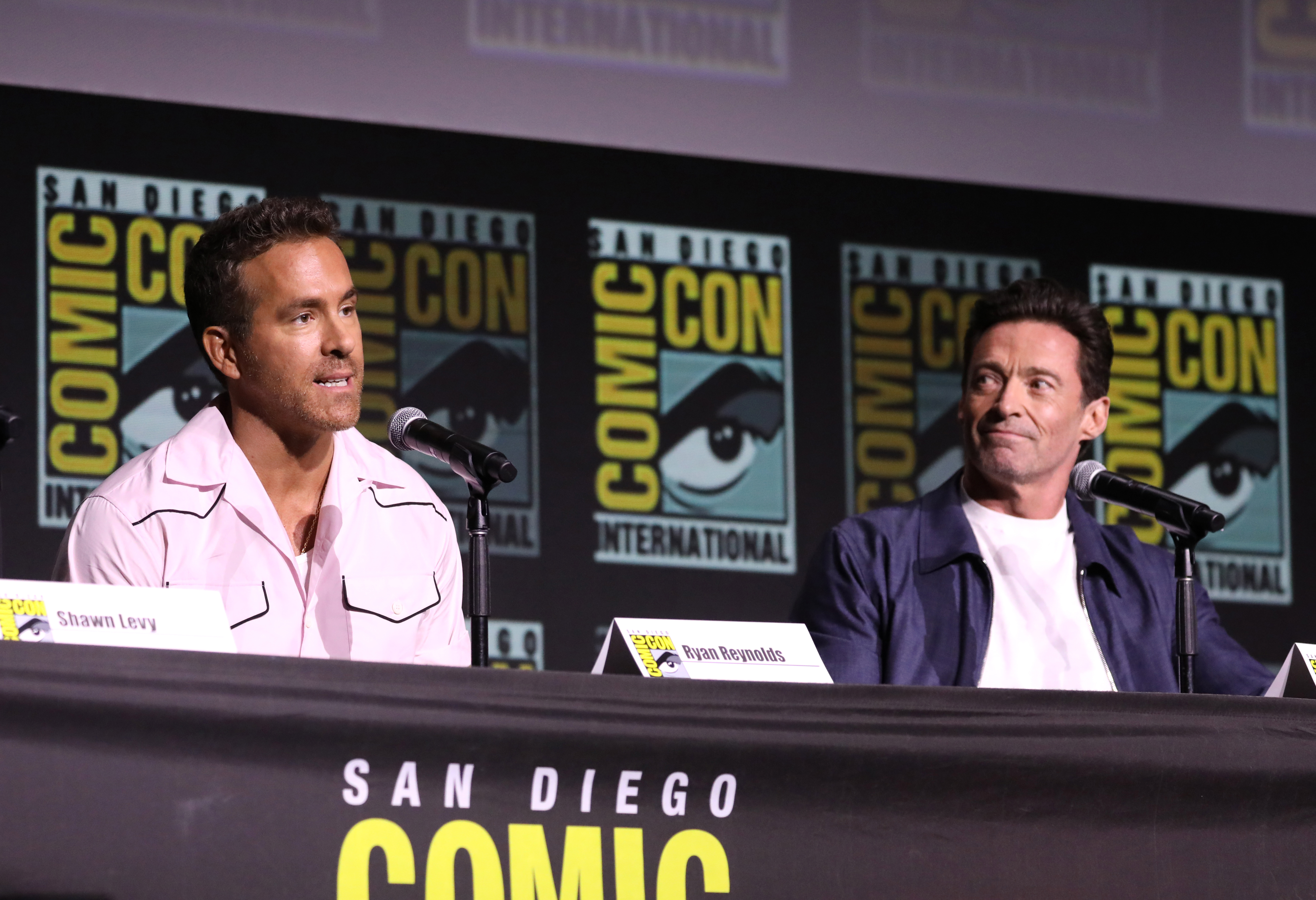
Reynolds e Jackman (interpretes de Deadpool e Wolverine) aparecendo na San Diego Comic-Con para promover Deadpool & Wolverine.

### Deadpool & Wolverine(2024)
Depois que um rasgador temporal não-autorizado da Autoridade de Variância Temporal (AVT) acontece após a morte da âncora da Terra-10005 Logan / Wolverine, em Logan, Wade Wilson / Deadpool é convocado para se juntar ao Universo Cinematográfico Marvel, mas decide se unir com um Wolverine fracassado de outro universo para impedir o fim de seu universo nas mãos de Sr. Paradoxo e Cassandra Nova, a irmã mais nova de Charles Xavier.
Kinberg afirmou que a 20th Century Studios tem se concentrado em desenvolver ideias para futuros filmes baseados em mutantes que poderiam expandir a série de filmes. Ao mesmo tempo, a planejada aquisição da Fox pela The Walt Disney Company faz com o que o estúdio deseje incorporar os X-Men ao Universo Cinematográfico Marvel. A primeira aparição de um X-Man no UCM foi em Doctor Strange in the Multiverse of Madness, de 2022, onde o Professor X é um membro dos Illuminati. No mesmo ano, a série Ms. Marvel teve Kamala Khan sendo revelada com uma mutante - mudando o fato de que nos quadrinhos ela é um dos Inumanos. O filme seguinte de Kamala, The Marvels (2023), viu Monica Rambeau chegando em um universo paralelo onde ela é tratada pelo Fera.
O sucesso de Deadpool previa duas sequências. Segundo um dos roteiristas de Deadpool 2, Rhett Reese, não havia nenhuma ideia estabelecida para o terceiro filme antes da compra da Fox pela Disney. O chefe da Marvel Studios Kevin Feige abordou Ryan Reynolds sobre como incorporar Deadpool ao UCM. Várias de suas ideias incluíam unir Deadpool a Wolverine, e embora Feige inicialmente descartasse um retorno de Logan, Hugh Jackman eventualmente se abriu à ideia. O diretor Shawn Levy foi abordado por Reynolds quando ambos trabalharam juntos em The Adam Project, e além de dirigir Levy escreveria o roteiro junto de Reynolds, Reese, Wernick e Zeb Wells. A pré-produção de Deadpool & Wolverine começou em 
outubro de 2022, seguido por filmagens no Reino Unido em maio de 2023,
 com uma interrupção pela greve dos atores entre maio e novembro, o filme foi lançado em 2024.

## Filmes cancelados

### X-Men Origins: Magneto
Em 2007, David Goyer foi contratado para escrever o roteiro de uma sequência de X-Men Origins: Wolverine, sobre o personagem Erik Lehnsherr / Magneto. O filme teria sua data de lançamento prevista para o ano de 2015, com o filme se passando em 1961, em uma época onde os mutantes não eram tão comuns entre a sociedade. Mostrando a amizade entre Charles Xavier e Erik Lehnsherr tendo sua amizade sendo formada e sendo destruída. O filme foi cancelado após o fracasso de críticas de X-Men Origins: Wolverine, além de alguns conceitos e ideias que seriam utilizadas no filme foram reutilizadas em X-Men: First Class.

### Gambit
Em outubro de 2014, Josh Zetumer foi contratado para escrever o roteiro de um filme sobre o personagem Remy LeBeau / Gambit com base no tratamento do escritor de quadrinhos Chris Claremont. Em junho de 2015, Rupert Wyatt foi contratado para dirigir, mas deixou em setembro. Mais tarde Wyatt revelou que deixou a produção porque a apenas dez semanas do filme entrar em produção, o fracasso de Fantastic Four fez a Fox reduzir drasticamente o orçamento de Gambit, e Wyatt não estava disposto a reescrever o roteiro para acomodar as novas restrições financeiras. Em novembro, Doug Liman estava em negociações finais para dirigir o filme. No entanto, em agosto de 2016, Liman deixou o projeto para dirigir Liga da Justiça Sombria. O filme iria estrelar Channing Tatum no papel principal, enquanto Donner, Kinberg, Tatum e Reid Carolin estão juntos como produtores. Kinberg afirmou que o filme tem a intenção de ser o primeiro de vários focados no Gambit. Em agosto de 2017, Tatum afirmou que o roteiro estava em processo de reescrita. Em outubro, foi anunciado que Gore Verbinski assinou como diretor, enquanto Zetumer continua trabalhando no roteiro. As filmagens iriam começar em junho de 2018. Em maio de 2019, o filme foi retirado do cronograma de lançamento.

### X-Force
Em julho de 2013, Jeff Wadlow foi contratado para escrever e dirigir uma adaptação cinematográfica da série de quadrinhos X-Force, com Lauren Shuler Donner anexada para produzir. Mark Millar, o consultor criativo dos filmes baseados na Marvel Comics da 20th Century Fox, afirmou que o filme contará com cinco personagens como protagonistas. Após o lançamento de Deadpool, Ryan Reynolds disse que o Deadpool deve aparecer no filme. Em maio de 2016, Simon Kinberg estava no processo de reescrever o roteiro. Em fevereiro de 2017, Joe Carnahan assinou como diretor, além de ser co-roteirista com Reynolds. Em setembro do mesmo ano, o estúdio decidiu contratar Drew Goddard para escrever e dirigir, enquanto Kinberg, Reynolds e Donner produzirão o filme. As filmagens iriam começar em outubro de 2018.

### X-Men vs. Fantastic Four
X-Men vs. Fantastic Four (ou X-Men vs. Fantastic Four: Civil War), seria um filme crossover dos filmes X-Men (2000) e Fantastic Four (2005), onde contaria uma rivalidade entre os X-Men e o Quarteto Fantástico, o filme se basearia na saga da Guerra Civil, que depois seria adaptada no filme Captain America: Civil War (2016), no Universo Cinematográfico Marvel. Em 26 de dezembro de 2013, a Fox anunciou que estava trabalhando em um filme crossover entre as duas equipes, embora o desenvolvimento de um filme crossover com as duas equipes estava sendo desenvolvido desde 2009. Em 28 de fevereiro de 2014, Simon Kinberg falou sobre o crossover ideal. Em 18 de abril de 2014, Schmoes Know relatou que a Fox havia abandonado os planos de fazer um filme crossover com as duas franquias, pois Chris Evans, um dos atores principais de Quarteto Fantástico (2005), estava interpretando Steve Rogers / Capitão América no UCM, enquanto a Fox também havia perdido os direitos cinematográficos do Demolidor para a Disney e um filme solo do Deadpool estava começando a tomar forma, além do fracasso crítico dos dois filmes do Quarteto Fantástico. Não se sabe ao certo a trama do filme, embora o elenco giraria em torno dos X-Men: Patrick Stewart ou James McAvoy como Professor X, Hugh Jackman como Wolverine, Famke Janssen como Jean Grey, Halle Berry como Tempestade e James Marsden como Ciclope. Contra o Quarteto Fantástico: Ioan Gruffudd como Senhor Fantástico, Jessica Alba como Mulher Invisível, Chris Evans como Tocha Humana e Michael Chiklis como Coisa. Além da presença de heróis independentes, como Ryan Reynolds como Deadpool e Ben Affleck como Demolidor, do filme homônimo de 2003.

### Outros filmes cancelados
Os outros filmes cancelados da franquia X-Men incluem: X-Men 4, uma sequência de X-Men: The Last Stand com sua data de lançamento planejada para 2011; X-23, um filme contando a história de Laura / X-23 após os acontecimentos de Logan; Multiple Man, um filme solo sobore o personagem Jamie Madrox / Homem Múltiplo, foi cancelado por diferenças criativas sobre a escolha do elenco principal; X-Men: Fear the Beast, um filme solo sobre personagem Hank McCoy / Fera; e Deadpool 3 produzido pela Fox, a sequência de Deadpool 2 alterada para Deadpool & Wolverine, sendo lançado pela Disney.

### Séries de Televisão canceladas

#### Hellfire
Hellfire, em outubro de 2015, uma série intitulada Hellfire estava em desenvolvimento pela 20th Century Fox Television e Marvel Television com uma data de exibição no início de 2017, que seria sido baseada no Clube do Inferno. Em julho de 2016, o projeto não estava mais avançando e a rede fez um compromisso de piloto para uma série diferente baseada em X-Men. O projeto acabou sendo substituída pela série de televisão The Gifted, também baseada nos X-Men, que conseguiu duas temporadas entre outubro de 2017 e fevereiro de 2019.

## Séries de Televisão
| Série      | Temporadas | Temporadas | Episódios | Originalmente exibida  | Originalmente exibida   | Originalmente exibida | Showrunner(s) |
| Série      | Temporadas | Temporadas | Episódios | Primeira exibição      | Última exibição         | Rede                  | Showrunner(s) |
| ---------- | ---------- | ---------- | --------- | ---------------------- | ----------------------- | --------------------- | ------------- |
| Legion     |            | 1          | 8         | 8 de fevereiro de 2017 | 19 de março de 2017     | FX                    | Noé Hawley    |
| Legion     |            | 2          | 11        | 3 de abril de 2018     | 12 de junho de 2018     | FX                    | Noé Hawley    |
| Legion     |            | 3          | 8         | 24 de junho de 2019    | 12 de agosto de 2019    | FX                    | Noé Hawley    |
| The Gifted |            | 1          | 13        | 2 de outubro de 2017   | 15 de janeiro de 2018   | Fox                   | Matt Nix      |
| The Gifted |            | 2          | 16        | 25 de setembro de 2018 | 26 de fevereiro de 2019 | Fox                   | Matt Nix      |

### Mutant X(2001-2004)
Em 2001, a Marvel Studios produziu uma série de televisão intitulada Mutant X, a série consistia em uma equipe de super-heróis que ganharam super poderes, conhecidos como "mutantes", embora o nome Mutant X seja o mesmo utilizado em histórias em quadrinhos ligadas aos X-Men, segundo a Marvel Studios, a série não possuía inspirações ou ligações com o quadrinho de mesmo nome. Três temporadas foram produzidas, de 2001 até 2004, quando foi cancelada.

#### Ações judiciais entre a Marvel Studios e a 20th Century Fox
Em 2001, a 20th Century Fox processou a Marvel Studios, Tribune Entertainment e Fireworks Entertainment por violação do seu contrato de licenciamento e falsa publicidade. A Fox afirmou que tinha direitos exclusivos da Marvel para desenvolver a propriedade X-Men, e qualquer coisa semelhante foi uma infracção. Fox afirmou que Mutant X era muito semelhante a série de filmes X-Men, e Mutant X estava sendo anunciado como uma "substituição de X-Men".
A Marvel contra-processou a Fox, dizendo que os dois eram diferentes e pediu aos tribunais para permitir a produção de Mutant X para ir para a frente. A produção foi permitida, desde que o material X-Men não fosse utilizado na promoção de Mutant X. Aparentemente, o título de "Mutant X" em si foi considerado muito perto de "X-Men" para a divulgação.
Em março de 2003, a Fox e a Marvel resolveu suas diferenças em um acordo confidencial. Enquanto isso, Fox continuou a perseguir seu caso contra Tribune e Fireworks. Tribune processou a Marvel por fraude e quebra de contrato, alegando Marvel incentivou Tribune a conectar Mutant X com os X-Men, deturpou o que eles estavam recebendo em sua licença, e causou milhões em perdas devido à necessidade de alterar linhas de história e personagens para garantir a distância entre Mutant X e X-Men, bem como a disputa com a Fox. Em novembro de 2005, a disputa foi resolvida em particular.

### Legion(2017-2019)
David Haller foi diagnosticado com esquizofrenia em uma idade jovem e tem sido um paciente em vários hospitais psiquiátricos desde então. Depois Haller tem um encontro com um companheiro paciente psiquiátrico, ele é confrontado com a possibilidade de que pode haver mais para ele do que a doença mental.
No dia 13 de outubro de 2015, A Marvel fechou um acordo com a Fox e produzirá duas novas séries de TV baseadas nas HQs de X-Men. Hellfire e Legion seriam duas coproduções dos estúdios Fox e FX, respectivamente. Bryan Singer seria o produtor-executivo de ambas as séries, enquanto Noah Hawley (Fargo) cuida do roteiro de Legion e Patrick McKay e JD Payne responsáveis por Hellfire. Lauren Shuler Donner, Simon Kinberg, Evan Katz, Manny Coto, Jeph Loeb e Jim Chory também cuidariam da produção executiva dos dois projetos.
A série estreiou sua primeira temporada no dia 8 de fevereiro de 2017, com a última exibição dela sendo dia 19 de março de 2017. A segunda temporada teve sua estreia dia 3 de abril de 2018, última exibição sendo dia 12 de junho de 2018. A terceira temporada com estreia dia 24 de junho de 2019, última exibição no dia 12 de agosto de 2019.

### The Gifted(2017-2019)
Dois pais comuns estão fugindo do governo depois de descobrirem que os seus filhos têm habilidades mutantes. A família acaba se juntando a uma comunidade subterrânea de mutantes que precisam lutar para sobreviver.
Após a série Hellfire, baseada no Clube do Inferno ter sido cancelada, a rede deu uma ordem de piloto para uma série diferente baseada nos X-Men. O novo piloto escrito por Matt Nix, um grande fã dos X-Men, trata-se de uma série de ação e aventura apresentando dois pais comuns descobrindo as habilidades de seus filhos mutantes. As primeiras versões do roteiro do piloto de Nix foram recebidas "com entusiasmo" pelos executivos da Fox, e o presidente e diretor executivo da Fox, Gary Newman, esperava uma versão final no início de janeiro de 2017, com uma encomenda do piloto dentro de algumas semanas.
A primeira temporada de The Gifted estreiou dia 2 de outubro de 2017, com sua última exibição sendo dia 15 de janeiro de 2018. A segunda temporada estreiou dia 25 de setembro de 2018, com sua última estreia sendo no dia 26 de fevereiro de 2019.

## Curtas-metragens
| Curta-metragem | Data de lançamento | Diretor(es)  | Roteirista(s)             | História(s)               |
| -------------- | ------------------ | ------------ | ------------------------- | ------------------------- |
| No Good Deed   | 3 de março de 2017 | David Leitch | Rhett Reese, Paul Wernick | Rhett Reese, Paul Wernick |

### No Good Deed(2017)
Um curta-metragem de 4 minutos lançado em março de 2017 sobre o Deadpool. A história conta sobre Wade Wilson se deparando com um velho sendo assaltado num beco, e corre para vestir sua roupa de Deadpool antes de ajudar o homem. Enquanto Wilson se esforça para se vestir em uma cabine telefônica próxima, o homem é baleado. Ele emerge, vestindo seu traje, apenas para encontrar o homem morto.
O curta-metragem foi disponibilizado no YouTube a partir do canal de Ryan Reynolds.

## Jogos eletrônicos
| 2003 | X2: Wolverine's Revenge  |
| 2004 |                          |
| 2005 |                          |
| 2006 | X-Men: The Official Game |
| 2007 |                          |
| 2008 |                          |
| 2009 | X-Men Origins: Wolverine |

| Jogo eletrônico          | Data de lançamento  | Desenvolvedora(s)                                                                                              | Publicadora(s)                |
| ------------------------ | ------------------- | --- | ----------------------------- |
| X2: Wolverine's Revenge  | 14 de Abril de 2003 | GenePool Software LTI Gray Matter (PC) Vicarious Visions (GBA)                                                 | Activision Aspyr (Versão MAC) |
| X-Men: The Official Game | 16 de maio de 2006  | Z-Axis (PS2, Xbox, X360) Hypnos Entertainment (GameCube) Beenox (PC) WayForward (GBA) Amaze Entertainment (DS) | Activision                    |
| X-Men Origins: Wolverine | 1 de maio de 2009   | Raven Software (PC/PS3/X360) Amaze Entertainment (Wii/PS2) Griptonite Games (PSP/DS)                           | Activision                    |

### X2: Wolverine's Revenge(2003)
Também chamado de X-Men 2: Wolverine's Revenge, é um jogo feito para divulgar o filme X-Men 2 lançado em 2003, no jogo, o jogador deve guiar Logan / Wolverine por um caminho vigiado pela Weapon X Facility para conseguir pistas e salvar sua vida.

#### Recepção
X2: Wolverine's Revenge recebeu avaliações das mais variadas do público. A revista Maxim classificou o jogo com a nota 8, numa escala de até 10. Enquanto o Metacritic deu uma pontuação de 58 baseado em 27 análises, e 5/10 baseado em 6 análises dos usuários.

### X-Men: The Official Game(2006)
Também chamado de X3: The Official Game, é um jogo que é ambientado entre X-Men 2 e X-Men: The Last Stand e canônico na série de filmes lançado em 2006, o jogo possui o foco principal em Logan / Wolverine, Bobby Drake / Homem de Gelo e Kurt Wagner / Noturno. Ele também explica o motivo de Noturno não estar presente em X-Men: The Last Stand. Também apresenta novos personagens que nunca foram apresentados em filmes da franquia, como a Hidra.
Zak Penn e Chris Claremont co-escreveu a história do jogo. Penn é o co-escritor de X-Men: The Last Stand, e Claremont foi um escritor de longa data dos quadrinhos dos X-Men, estabelecendo as personas para muitos dos "novos" membros da equipe dos X-Men, que apresentava novos membros. Storm, Noturno, Colossus, Banshee e Wolverine. Claremont é mais conhecido por Fênix Negra. O jogo usa vários dubladores da série de filmes X-Men, incluindo Hugh Jackman, Alan Cumming, Shawn Ashmore, Patrick Stewart, Tyler Mane, e Eric Dane.

#### Recepção
X-Men: The Official Game recebeu críticas "mistas ou médias", de acordo com o agregador de críticas Metacritic. Nos consoles e PC, alguns dos problemas citados foram jogabilidade repetitiva, IA inimiga ruim e o fato de que a versão do Xbox 360 parecia semelhante às outras versões de console, apesar do melhor hardware.

### X-Men Origins: Wolverine(2009)
Um jogo produzido pela Raven Software e distribuído pela Activision no ano de 2009 para o PlayStation 3, Xbox 360, Windows, Wii, PlayStation 2, Nintendo DS e PlayStation Portable. O jogo coincidiu com o lançamento do filme do mesmo nome em 1 de maio de 2009. O jogo segue a história do filme, mostrando (de uma forma bem mais resumida) o passado romântico e violento do Wolverine, pondo em foco as antigas missões na África e o surgimento da Arma X. Ao longo do jogo, o seu principal objetivo se torna buscar vingança contra Victor Creed e William Stryker pela falsa morte de sua amada, Kayla Silverfox.

#### Recepção
O jogo foi recebido pelos críticos de uma forma positiva, salientando a sanguinolência presente nos combates, a multiplicidade de inimigos presentes no jogo e os vários poderes do Wolverine. Contudo, o jogo pode se tornar um pouco repetitivo e a dificuldade não é muito elevada.

## Elenco e personagens recorrentes

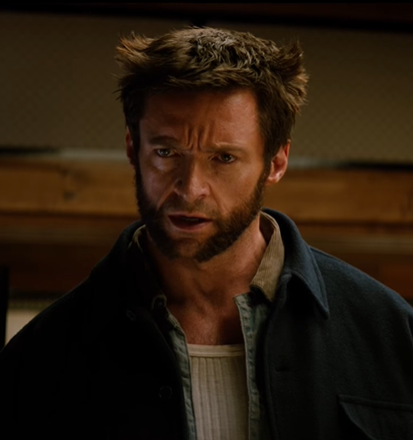
Hugh Jackman como Wolverine em The Wolverine (2013)

|                                          | Filmes                    | Filmes               | Filmes                   | Filmes                    | Filmes                                       | Filmes             | Filmes                                        | Filmes          | Filmes                          | Filmes          | Filmes          | Filmes             | Filmes            | Filmes               |
| Personagem                               | X-Men                     | X-Men 2              | X-Men: O Confronto Final | X-Men Origens: Wolverine  | X-Men: Primeira Classe                       | Wolverine: Imortal | X-Men: Dias de um Futuro Esquecido            | Deadpool        | X-Men: Apocalipse               | Logan           | Deadpool 2      | Fênix Negra        | Os Novos Mutantes | Deadpool & Wolverine |
| ---------------------------------------- | ------------------------- | -------------------- | ------------------------ | ------------------------- | -------------------------------------------- | ------------------ | --------------------------------------------- | --------------- | ------------------------------- | --------------- | --------------- | ------------------ | ----------------- | -------------------- |
| John Allerdyce Pyro                      | Alexander BurtonC         | Aaron Stanford       | Aaron Stanford           |                           |                                              |                    |                                               |                 |                                 |                 |                 |                    |                   | Aaron Stanford       |
| Betsy Braddock Psylocke                  |                           |                      | Meiling Melançon         |                           |                                              |                    |                                               |                 | Olivia Munn                     |                 |                 |                    |                   | Ayesha Hussain       |
| Raven Darkhölme Mística                  | Rebecca Romijn            | Rebecca Romijn       | Rebecca Romijn           |                           | Jennifer LawrenceMorgan LilyJRebecca RomijnV |                    | Jennifer LawrenceMorgan LilyJA                |                 | Jennifer Lawrence               |                 |                 | Jennifer Lawrence  |                   |                      |
| Bobby Drake Homem de Gelo                | Shawn Ashmore             | Shawn Ashmore        | Shawn Ashmore            |                           |                                              |                    | Shawn Ashmore                                 |                 |                                 |                 |                 |                    |                   |                      |
| Jean Grey Fênix                          | Famke Janssen             | Famke Janssen        | Famke JanssenHaley RammJ |                           |                                              | Famke Janssen      | Famke JanssenC                                |                 | Sophie Turner                   |                 |                 | Sophie Turner      |                   |                      |
| James Howlett / Logan Wolverine / Arma X | Hugh Jackman              | Hugh Jackman         | Hugh Jackman             | Hugh JackmanTroye SivanJ  | Hugh JackmanNC                               | Hugh Jackman       | Hugh Jackman                                  |                 | Hugh JackmanNC                  | Hugh Jackman    | Hugh JackmanA   |                    |                   | Hugh Jackman         |
| Jubilation Lee Jubileu                   | Katrina FlorenceC         | Kea WongC            | Kea WongC                |                           |                                              |                    |                                               |                 | Lana Condor                     |                 |                 |                    |                   |                      |
| Erik Lehnsherr Magneto                   | Ian McKellenBrett MorrisJ | Ian McKellen         | Ian McKellen             |                           | Michael FassbenderBill MilnerJ               | Ian McKellenNC     | Ian McKellen                                  |                 | Michael FassbenderBill MilnerJA |                 |                 | Michael Fassbender |                   |                      |
| Moira MacTaggert                         |                           |                      | Olivia Williams          |                           | Rose Byrne                                   |                    |                                               |                 | Rose Byrne                      |                 |                 |                    |                   |                      |
| Marie D'Acanto Vampira                   | Anna Paquin               | Anna Paquin          | Anna Paquin              |                           |                                              |                    | Anna Paquin                                   |                 |                                 |                 |                 |                    |                   |                      |
| Cain Marko Fanático                      |                           |                      | Vinnie Jones             |                           |                                              |                    |                                               |                 |                                 |                 | Ryan Reynolds V |                    |                   | Aaron W. Reed        |
| Peter Maximoff Mercúrio                  |                           |                      |                          |                           |                                              |                    | Evan Peters                                   |                 | Evan Peters                     |                 | Evan PetersC    | Evan Peters        |                   |                      |
| Henry "Hank" McCoy Fera                  |                           | Steve BacicC         | Kelsey Grammer           |                           | Nicholas Hoult                               |                    | Nicholas Hoult Kelsey GrammerC                |                 | Nicholas Hoult                  |                 | Nicholas HoultC | Nicholas Hoult     |                   |                      |
| Ororo Munroe Tempestade                  | Halle Berry               | Halle Berry          | Halle Berry              |                           |                                              |                    | Halle Berry                                   |                 | Alexandra Shipp                 |                 |                 | Alexandra Shipp    |                   |                      |
| Kitty Pryde                              | Sumela KayC               | Katie StuartC        | Elliot Page              |                           |                                              |                    | Elliot Page                                   |                 |                                 |                 |                 |                    |                   |                      |
| Piotr "Peter" Rasputin Colossus          | Donald MackinnonC         | Daniel Cudmore       | Daniel Cudmore           |                           |                                              |                    | Daniel Cudmore                                | Stefan KapičićV |                                 |                 | Stefan KapičićV |                    |                   | Stefan KapičićV      |
| William Stryker                          |                           | Brian CoxBrad LoreeJ |                          | Danny Huston              |                                              |                    | Josh HelmanBrian CoxAV                        |                 | Josh Helman                     |                 |                 |                    |                   |                      |
| Alexander "Alex" Summers Destrutor       |                           |                      |                          |                           | Lucas Till                                   |                    | Lucas Till                                    |                 | Lucas Till                      |                 |                 |                    |                   |                      |
| Scott Summers Ciclope                    | James Marsden             | James Marsden        | James Marsden            | Tim Pocock                |                                              |                    | James MarsdenC                                |                 | Tye Sheridan                    |                 |                 | Tye Sheridan       |                   |                      |
| Kurt Wagner Noturno                      |                           | Alan Cumming         |                          |                           |                                              |                    |                                               |                 | Kodi Smit-McPhee                |                 |                 | Kodi Smit-McPhee   |                   |                      |
| Wade Wilson Deadpool                     |                           |                      |                          | Ryan ReynoldsScott Adkins |                                              |                    |                                               | Ryan Reynolds   |                                 |                 | Ryan Reynolds   |                    |                   | Ryan Reynolds        |
| Charles Xavier Professor X               | Patrick Stewart           | Patrick Stewart      | Patrick Stewart          | Patrick StewartC          | James McAvoyLaurence BelcherJ                | Patrick StewartNC  | Patrick StewartJames McAvoyLaurence BelcherJA |                 | James McAvoy                    | Patrick Stewart | James McAvoyC   | James McAvoy       |                   |                      |

### James "Logan" Howlett / Wolverine
James "Logan" Howlett / Wolverine (1832 - 2029) é um mutante canadense com um fator de cura que o permitiu sobreviver ao processo de cobrir seus ossos, que incluem garras retráteis nos antebraços, com o metal indestrutível Adamantium, realizado pelo projeto secreto do governo Arma X. Conheceu os X-Men quando Tempestade e Ciclope salvaram ele e Vampira da Irmandade dos Mutantes - incluindo Victor Creed / Dentes-de-Sabre, que é revelado em X-Men Origens: Wolverine como sendo seu meio-irmão. Em 2023, teve sua consciência enviada para seu eu passado no ano de 1973 para impedir a criação dos Sentinelas, criando uma nova linha do tempo. No futuro de Logan, em 2029, morre empalado na frente de Laura / X-23, uma clone criado a partir de seu genoma.

### Professor Charles Xavier / Professor X
Professor Charles Francis Xavier / Professor X (1939 - 2029) é um poderoso telepata que nasceu nos Estados Unidos e estudou na Inglaterra. De família rica, transformou a casa da família na Mansão X, onde opera uma escola que abriga mutantes e também o time de defensores conhecido por X-Men. Era amigo de Magneto e realizaram projetos juntos antes de se separarem por divergências ideológicas. Em X-Men: Primeira Classe, é revelado que Raven Darkhölme / Mística, que um dia invadiu a Mansão X, foi abrigada por sua família, e que os X-Men surgiram após Xavier, Mística e Magneto entrarem em um projeto de mutantes do governo. No futuro de Logan, Xavier causou a morte de vários X-Men em uma crise epiléptica, tendo que ser posto em isolamento por Logan e Caliban, e eventualmente morre pelo clone de Logan, X-24. Uma versão semelhante a Charles Xavier, da Terra-838 é vista em Doctor Strange in the Multiverse of Madness, essa versão é membro dos Illuminati, e morre para a Feiticeira Escarlate ao longo do filme.

### Erik Lehnsherr / Magneto
Erik Lehnsherr / Magneto (nascido Max Eisenhardt) (1930 - 2027) é um mutante polonês judeu sobrevivente do Holocausto com enormes poderes de manipulação de campos magnéticos, além de controlar qualquer tipo de metal, incluindo o Adamantium. Ele acredita que uma guerra entre Humanos e Mutantes está prestes a acontecer, o que criou conflitos com seu ex-amigo Charles Xavier, que acredita na convivência pacífica entre Humanos e Mutantes. Erik é o principal inimigo dos X-Men e fundador da Irmandade dos Mutantes.

### Jean Grey / Fênix Negra
Dra. Jean Grey é uma mutante com poderes de telepatia e telecinese que atua como médica e cientista na Mansão X. Na cronologia original pareceu morrer afogada após salvar o jato dos X-Men de uma enchente, apenas para reviver livre de uma barreira mental que fez ressurgir um lado mais poderoso e destrutivo, a Fênix, que só é detida quando Jean é morta por Wolverine. Na nova cronologia, Jean é recrutada pelos X-Men na adolescência, ajuda a derrotar Apocalipse, e anos depois é possuída pela Fênix Negra em uma missão espacial.

### Scott Summers / Ciclope
Scott Summers / Ciclope (Cyclops no original) é um mutante com a habilidade de projetar um poderoso raio de força concussiva de cor rubi de seus olhos. No ensino médio, foi sequestrado por Victor Creed e William Stryker para seus poderes serem usados por Wade Wilson / Arma XI, logo depois sendo resgatado por Professor X e levado para a Mansão X, onde se tornou um X-Men. Ele é líder dos X-Men e é ex-namorado da Dra. Jean Grey, que morreu se sacrificando em X-Men 2. Ele morre em X-Men: The Last Stand pelas mãos da Fênix.

### Ororo Munroe / Tempestade
Ororo Munroe / Tempestade (Storm no original) é uma mutante que pode controlar o clima que atua como professora na Mansão X. Ela foi membro dos X-Men e professora na Escola Xavier para Jovens Superdotados. Tempestade e Ciclope vieram em socorro de Wolverine e Vampira quando Dentes-de-Sabre os atacou. Mais tarde, quando Vampira fugiu da escola, Tempestade e Ciclope revistaram uma estação de trem e lutaram contra a Irmandade dos Mutantes. Durante o conflito na Ilha da Liberdade, ela aparentemente matou Sapo enquanto ela e o resto dos X-Men salvaram Vampira e Nova York de serem destruídas por Magneto. Tempestade foi fundamental para salvar a raça humana quando Charles Xavier estava sendo manipulado para matá-los telepaticamente, controlado por Jason Stryker. Noturno a teletransportou para a câmara do Cérebro e ela convocou uma nevasca, congelando Jason no processo. Tempestade morreu na linha do tempo original após ser empalada por um espinho de Sentinela, depois foi jogada da montanha para a morte em Dias de um Futuro Esquecido.

### Raven Darkhölme / Mística
Raven Darkhölme / Mística (Mystique no original) é uma mutante metamorfa, capaz de alterar sua aparência e voz. Nos filmes originais era uma das principais aliadas de Magneto na Irmandade. Nas prequelas é uma irmã adotiva de Xavier, inspira a viagem no tempo de Wolverine para 1973 para impedir Mística de matar Bolivar Trask e assim o desenvolvimento de Sentinelas com seu mimetismo que mataram a maior parte da humanidade, e na eventual nova cronologia eventualmente se une aos X-Men e morre para a Fênix Negra.

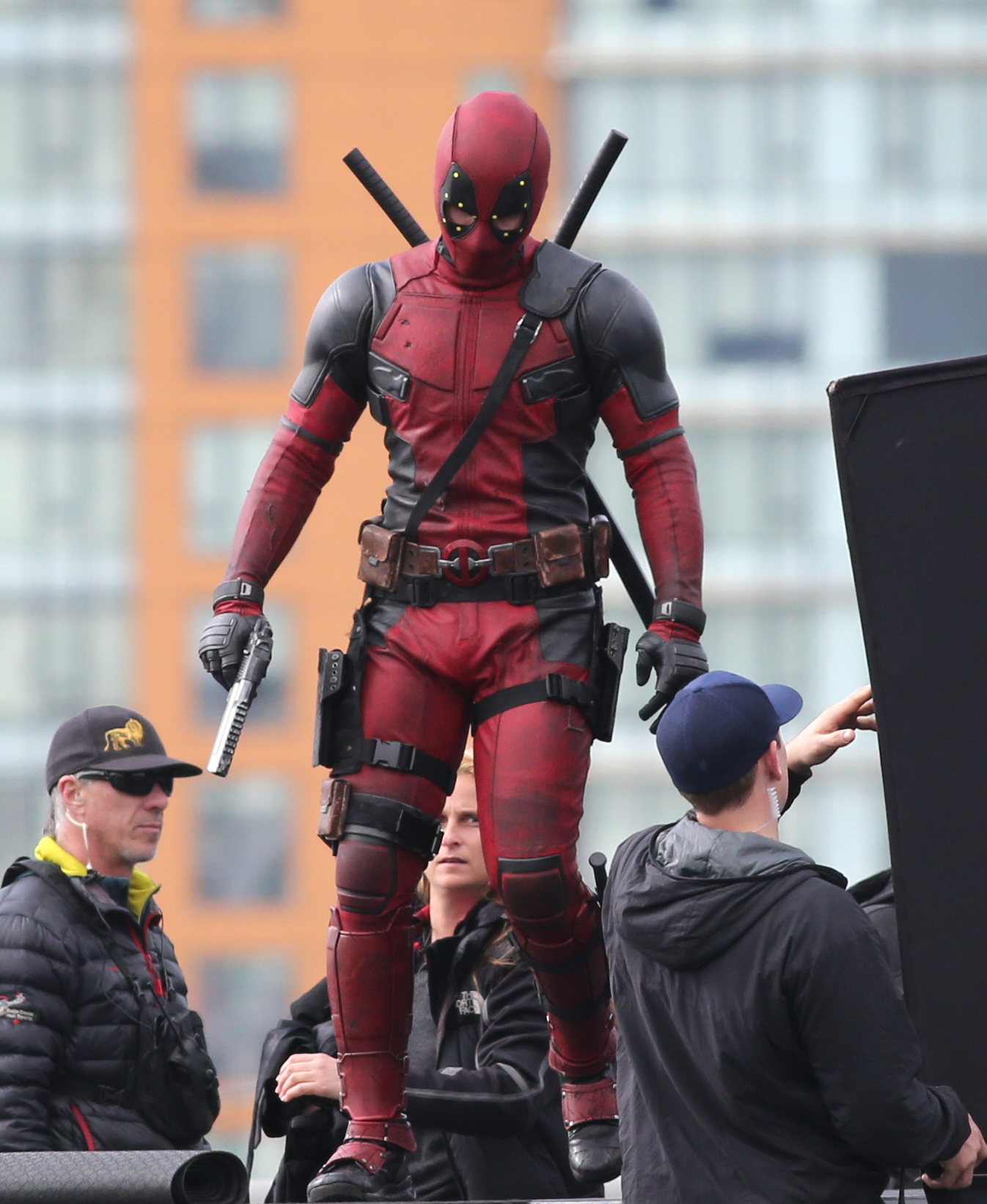
Ryan Reynolds como Deadpool em Deadpool (2016).

### Wade Wilson / Deadpool
Wade Winston Wilson / Deadpool é um mercenário tagarela canadense que após descobrir ter um câncer incurável, entra no programa Arma X e desperta uma mutação latente, no caso um fator de cura, com o efeito colateral de torná-lo desfigurado e insano. Após conhecer o viajante do tempo Cable, consegue uma máquina capaz de viajar pelo tempo e espaço que o permite alcançar o Universo Cinematográfico Marvel, e eventualmente ser percebido pela Autoridade de Variância Temporal (AVT) que anuncia o interesse em destruir o universo dos X-Men já que a morte de Logan o tornou instável. Para salvar seu mundo, Deadpool vai atrás de outro Wolverine pelo multiverso. Uma versão alternativa surge em X-Men Origens: Wolverine, onde Wade é um soldado do Time X que o líder, William Stryker, ordena matar e reconstruir com os poderes de outros mutantes, embora seja uma versão muito diferente da vista nos quadrinhos e em seus filmes solos, sendo chamado de Arma XI. Essa versão é visualmente muito diferente do Deadpool dos quadrinhos e de filmes posteriores, Ryan Reynolds disse em uma entrevista ao GQ que:
"No começo do filme, estávamos perto do Deadpool de verdade. Mas eles jogaram fora todo o cânone e ele terminou sendo aquela abominação que era parecido com o Baraka, com a boca costurada e lâminas estranhas e aquelas tatuagens bizarras e essas coisas. O diálogo na época era "Se você quer interpretar o Deadpool, essa é sua chance para apresentá-lo. Se você não quer introduzir ele esse jeito, nós contratamos outra pessoa." - Ryan Reynolds

### Peter Maximoff / Mercúrio
Peter Maximoff / Mercúrio é um mutante e filho de Magneto, com poderes de super velocidade. Em 1973, foi convocado por Logan (vindo de 2023), Charles Xavier e Hank McCoy para invadir o Pentágono e resgatar seu pai, Erik Lehnsherr / Magneto. Em 1983, salva todos os mutantes que estavam dentro da Mansão X após uma explosão acontecer, além de lutar contra o vilão Apocalipse. Em 1992, vai ao espaço junto com os outros integrantes dos X-Men, além de lutar contra a Fênix Negra. Na série WandaVision, do UCM, uma versão idêntica a Peter Maximoff chamado Ralph Bohner aparece e se passa por uma versão alternativa já falecida de Mercúrio vindo do Universo Cinematográfico Marvel, chamada Pietro Maximoff, o irmão gêmeo de Wanda Maximoff / Feiticeira Escarlate. Em X-Men: Days of Future Past (Rogue Cut), é nos mostrado que Mercúrio possui uma irmã mais nova chamada Polaris, a mãe de Peter então diz a irmã mais nova ir para o quarto de sua irmã, embora seu nome não tenha sido revelado no filme, Bryan Singer confirmou a uma entrevista ao ScreenCrush que a suposta irmã se tratava de Wanda Maximoff.

#### Acordo entre a Fox e a Disney sobre o uso dos irmãos Maximoff
O acordo entre a The Walt Disney Company e a 20th Century Fox sobre a inclusão do Mercúrio e Feiticeira Escarlate em adaptações cinematográficas feito em 2013, tanto na série de filmes X-Men e no Universo Cinematográfico Marvel, o que levou a várias questões e discussões entre as duas empresas. A Disney poderia usar o nome Pietro Maximoff e Wanda Maximoff, poderiam ter seus respectivos poderes, porém não poderiam ser mutantes, não poderiam usar seus nomes fictícios e não seriam filhos de Magneto. A Fox poderia usar os nomes fictícios dos personagens (Mercúrio e Feiticeira Escarlate), mas eles não poderiam usar o nome Pietro Maximoff e Wanda Maximoff. Isso aconteceu por que Mercúrio e Feiticeira Escarlate, nos quadrinhos, são tanto membros dos Vingadores e membros dos X-Men. Após a aquisição da 21st Century Fox pela Disney em 2019, todos os direitos cinematográficos de super-heróis pertencentes a Fox passaram a serem partes da Disney, o que incluía todos os mutantes (X-Men, Mercúrio e Feiticeira Escarlate), Deadpool, Quarteto Fantástico e os direitos sobre todos os filmes, personagens e derivados de todos os filmes relacionados a Marvel Comics pertencentes a 20th Century Fox até aquele momento.

### William Stryker
William Stryker Jr. é um general que iniciou sua carreira no exército como assistente pessoal e guarda-costas de Bolivar Strask nos anos 1960, foi um excelente piloto de helicóptero durante a Guerra do Vietnã. Alguns anos após o assassinato de Trask, nos anos 1970, Stryker forma a Equipe X, formada por Logan, Victor Creed, Wade Wilson, Agente Zero, Fred Dukes, Chris Bradley e John Wraith. Depois da equipe acabar se desfazendo depois de um tempo, Stryker e Creed fingiram ter matado Kayla Silverfox, a esposa de Wolverine, Stryker faz a mente de Logan fazendo com que ele se junte ao programa Arma X, implantando o Adamantium em sua estrutura óssea. Stryker precisava do DNA de Wolverine para criar a Arma X / Deadpool. Por fim, Stryker dá um tiro com uma bala de Adamantium na cabeça de Logan, fazendo ele perder sua memória. Em 2003, Stryker fez uma nova equipe para acabar com os X-Men, além de transformar seu filho, Jason Stryker em um mutante com capacidades de criar ilusões na mente de outras pessoas, por fim, Wolverine aprisiona William sobre algumas correntes enquanto uma barragem se abre, matando William afogado. Stryker é pai de Caliban, o vilão do filme Logan, como revelado ao longo do filme.

### Kurt Wagner / Noturno
Kurt Wagner / Noturno é um mutante nascido na Alemanha com poderes de teletransporte, além de possuir uma pele azul com símbolos religiosos, que simbolizam cada pecado cometido por Kurt, e refletem sua fé no catolicismo, é muito provável que ele possua alguma relação familiar com Mística, assim como nas histórias em quadrinhos, onde ele era filho de Mística. Em sua estreia, em X-Men 2, sofreu uma lavagem cerebral de Stryker, invadiu a Casa Branca com o objetivo de assassinar o presidente dos Estados Unidos para a liberdade dos Mutantes, embora seu plano tenha sido fracassado. Tempestade e Jean Grey foram enviadas para encontrar Kurt, que estava escondido em uma igreja. Wagner partiu com elas e desenvolveu uma amizade com Tempestade. Na instalação de Alkali Lake, ele foi fundamental para ajudar Tempestade a salvar os estudantes mutantes que Stryker havia sequestrado e ajudou a impedir que o Cérebro de Stryker matasse alguém. Como visto em X-Men: The Official Game, Noturno continuou a ser um X-Men depois disso, mas depois disse a Logan que deixaria a equipe porque a vida como membro dos X-Men era violenta demais para ele. Logan aceitou sua decisão.
Na nova linha do tempo, em X-Men: Apocalypse, Noturno é filho de Mística, era membro de um circo e foi vendido para um clube de luta alemão contra o colega mutante Anjo. Mística o resgatou e levou ele para a Mansão X, de Charles Xavier, onde se tornou um X-Men.
Alan Cumming retornará a interpretar o personagem no filme Avengers: Doomsday (2026).

### X-Men
A equipe X-Men surgiu em 1962, em X-Men: First Class. Criada por Charles Xavier e Erik Lehnsherr, a mando do governo americano, a equipe era constituída por jovens mutantes. A equipe acabou após a Guerra do Vietnã começar a piorar em algum ano da década de 1960.

##### Formação original (1962)
X-Men: First Class é canônico nas duas linhas do tempo (original e revisada), essa formação, por tanto, aconteceu nestas duas.
- Charles Xavier / Professor X (líder) (Linha do tempo revisada: Criou a equipe em 1962, morreu em 2029; Linha do tempo original: Morreu em 2006)
- Erik Lehnsherr / Magneto
- Raven Darkholme Xavier / Mística
- Hank McCoy / Fera (Linha do tempo revisada: Entrou em 1962; Linha do tempo original: Entrou em 2006)
- Emma Frost
- Sean Cassidy / Banshee
- Alex Summers / Destrutor
- Azazel

#### Linha do tempo (revisada)

##### Nova formação (1973-2023)
Após Logan / Wolverine de 2023 ir até o passado, ele consegue convencer Charles e Hank McCoy a reformarem a equipe em X-Men: Days of Future Past. Charles então refaz a equipe, como visto em X-Men: Apocalypse e X-Men: Dark Phoenix. Em Deadpool 2, Wade Wilson / Deadpool entra para os X-Men, embora ele seja preso e expulso da equipe após matar duas pessoas que haviam torturado um mutante.
- Charles Xavier / Professor X (líder) (Morreu em 2029)
- Hank McCoy / Fera (Morreu antes de 2029)
- Scott Summers / Ciclope (Entrou em 1983)
- Jean Grey (Entrou em 1983, morreu em 1992)
- Orora Munroe / Tempestade (Entrou em 1983)
- Logan / Wolverine (Entrou em 2000, morreu em 2029)
- Peter Rasputin / Colossus (Entrou antes de 2016)
- Ellie Phimister / Míssil Adolescente Megassônico (Entrou antes de 2016)
- Yukio (Entrou antes de 2018)
- Peter Maximoff / Mercúrio (Entrou em 1973)
- Kurt Wagner / Noturno (Entrou em 1983)
- Wade Wilson / Deadpool (Entrou em 2018, expulso da equipe no mesmo ano)

#### Linha do tempo (original)

##### Nova formação
Na linha do tempo original, as formações sempre obtiveram os mesmos integrantes, de X-Men (2000) até X-Men: Days of Future Past (2023 na cronologia), Tempestade, Colossus, Professor X e entre outros estavam presentes e foram mortos pelos Sentinelas em 2023. Alguns desses integrantes entraram para a equipe em 1979, como visto em X-Men Origins: Wolverine.
- Charles Xavier / Professor X (Líder) (Morreu em 2006 pela Fênix; Morreu em 2023)
- Erik Lehnsherr / Magneto (Retornou à equipe em 2011, morreu em 2023)
- Scott Summers / Ciclope (Entrou em 1979, morreu em 2023)
- Logan / Wolverine (Entrou em 2000)
- Orora Munroe / Tempestade (Morreu em 2023)
- Jean Grey (Morreu em 2003 como Jean Grey; Morreu em 2006 como a Fênix)
- Hank McCoy / Fera (Retornou à equipe em 2006, morreu em 2023)
- Kurt Wagner / Noturno (Entrou em 2003, morreu em 2023)
- Peter Rasputin / Colossus (Entrou antes de 2003, morreu em 2023)
- Kitty Pryde (Entrou antes de 2000)
- Peter Maximoff / Mercúrio (Entrou em 1979, morreu em 2023)

## Dublagem

### Estúdios de dublagem
X-Men (2000) foi dublado pelo extinto estúdio Herbert Richers, X-Men 2 (2003), X-Men: The Last Stand (2006), X-Men: Days of Future Past (2014), Deadpool (2016), X-Men: Apocalypse (2016), Logan (2017), Deadpool 2 (2018) e Dark Phoenix (2019) foram dublados pelo estúdio Delart. X-Men Origins: Wolverine (2009), X-Men: First Class (2011), The Wolverine (2013) foram dublados pela Dublavídeo, enquanto The New Mutants (2020) e Deadpool & Wolverine (2024) foram dublados pela Media Access Company.

### Dubladores
Nota: para evitar repetição, caso o mesmo dublador repita seu papel em outro filme, apenas seu nome aparecerá.
Nota 2: caso o mesmo dublador de outro personagem apareça em outro filme e com outro papel, seu nome e o seu papel aparecerão.
| Filme                      | Estúdio(s) de dublagem | Diretor(es) de dublagem | Dubladores |
| -------------------------- | ---------------------- | ----------------------- | --- |
| X-Men                      | Herbert Richers        | Ricardo Schnetzer       | Isaac Bardavid - Logan / Wolverine Isaac Schneider - Charles Xavier, José Santa Cruz - Magneto, Sylvia Salustti - Jean Grey, Manolo Rey - Ciclope, Jane Kelly - Tempestade, Fernanda Baronne - Vampíra, Jorge Vasconcellos - Dentes-de-Sabre, Maurício Berger - Groxo, Carmen Sheila - Mística, José Santana - Locutor, Sérgio Fortuna - Leitura de placas                                                                      |
| X-Men 2                    | Delart                 | Pádua Moreira           | Isaac Bardavid Isaac Schneider, José Santa Cruz, Sylvia Salustti, Manolo Rey, Jane Kelly, Fernanda Baronne, Carmen Sheila, Jorge Vasconcellos - William Stryker, Guilherme Briggs - Noturno, Sérgio Cantú - Pyro, Nádia Carvalho - Lady Letal, José Augusto Sendim - Colossus, Pádua Moreira - Locutor |
| X-Men: The Last Stand      | Delart                 | Pádua Moreira           | Isaac Bardavid Isaac Schneider, José Santa Cruz, Sylvia Salustti, Manolo Rey, Jane Kelly, Fernanda Baronne, Carmen Sheila, Hélio Ribeiro - Colossus, Luisa Palomanes - Lince Negra, Leonel Abrantes - Fera, Peterson Adriano - Anjo, José Leonardo - Pyro, Ricardo Telles - Fanático, Luiz Feier Motta - Locutor |
| X-Men Origins: Wolverine   | Dublavídeo             | João Francisco Garcia   | Isaac Bardavid Affonso Amajones - Dentes-de-Sabre, Eleonora Prado - Raposa Prateada, Armando Tiraboschi - William Stryker, Hermes Baroli - Gambit, Wendel Bezerra - John Wraith, Guilherme Lopes - Blob, Alfredo Rollo - Deadpool, Rodrigo Andreatto - Ciclope, Samira Fernandes - Rainha Branca, Luiz Carlos de Moraes - Charles Xavier                                                                                        |
| X-Men: First Class         | Dublavídeo             | João Francisco Garcia   | Yuri Chesman - Charles Xavier, Alexandre Marconato - Magneto Nestor Chiesse - Sebastian Shaw, Priscilla Concepcion - Mística, Vágner Fagundes - Fera, Tatiane Keplmair - Moira MacTaggert, Letícia Quinto - Rainha Branca, Raphael Ferreira - Banshee, Robson Kumode - Destrutor, Jussara Marques - Angel Salvadore, Hermes Baroli - Darwin, Felipe Grinnan - Azazel, Isaac Bardavid, Sérgio Marques - Locutor/leitor de placas |
| The Wolverine              | Dublavídeo             | João Francisco Garcia   | Isaac Bardavid Fernanda Bullara - Mariko Yashida, Cássia Bisceglia - Yukio, Ricardo Sawaya - Shingen Yashida, Luiz Antônio Lobue - Samurai de Prata, Silvia Suzy - Víbora, Sylvia Salustti, Luiz Carlos de Moraes, José Santa Cruz |
| X-Men: Days of Future Past | Delart                 | Sérgio Cantú            | Isaac Bardavid Yuri Chesman/Leonardo José, Alexandre Marconato/José Santa Cruz, Priscilla Concepcion, Sérgio Cantú - Fera, Leonel Abrantes - Fera (velho), Márcio Simões - Bolivar Trask, José Leonardo - Mercúrio, Luisa Palomanes, Sheila Dorfman - Tempestade, Felipe Grinnan - Homem de Gelo, Philippe Maia - William Stryker, Jorge Vasconcellos - William Stryker (velho), Hélio Ribeiro, Francisco Júnior - Mancha Solar |
| Deadpool                   | Delart                 | Hércules Franco         | Reginaldo Primo - Deadpool Andrea Murucci - Vanessa Carlysle, Léo Rabelo - Ajax, Jorge Lucas - Fuinha, Hélio Ribeiro, Marlene Costa - Al Cega, Erika Menezes - Míssil Adolescente Megassônico, Rita Lopes - Pó de Anjo, Rodrigo Antas - Dopinder |
| X-Men: Apocalypse          | Delart                 | Sérgio Cantú            | Yuri Chesman Alexandre Marconato, Priscilla Concepcion, Vágner Fagundes, Daniel Müller - Apocalipse, Tatiane Keplmair, José Leonardo, Philippe Maia, Gabriela Medeiros - Jean Grey, Fabricio Vila Verde - Ciclope, Carina Eiras - Tempestade, Yan Gesteira - Noturno, Robson Kumode, Thadeu Matos - Anjo, Iara Riça - Jubileu, Mabel Cezar - Psylocke, Isaac Bardavid                                                           |
| Logan                      | Delart                 | Philippe Maia           | Isaac Bardavid Leonardo José - Charles Xavier, Isabella Koppel - X-23, Reginaldo Primo - Donald Pierce, Sérgio Stern - Caliban, Rita Lopes - Gabriela López |
| Deadpool 2                 | Delart                 | Hércules Franco         | Reginaldo Primo Guilherme Lopes - Cable, João Victor Granja - Firefist, Oziel Monteiro - Firefist (velho), Andrea Murucci, Jorge Lucas Hélio Ribeiro, Marlene Costa, Erika Menezes, Bruna Laynes - Yukio, Ricardo Juarez - Peter, Milton Parisi - Fanático, Rodrigo Antas, Isaac Bardavid |
| Dark Phoenix               | Delart                 | Philippe Maia           | Gabriela Medeiros Yuri Chesman, Alexandre Marconato, Vágner Fagundes, Priscilla Concepcion, Priscila Amorim - Margaret, Fabrício Vila Verde, Carina Eiras, Yan Gesteira, José Leonardo |
| The New Mutants            | Media Access Company   | Vágner Fagundes         | Isabella Guarnieri - Dani Moonstar Luiza Porto - Rahne Sinclair, Michelle Giudice - Illyana Rasputin, Ítalo Luiz - Sam Guthrie, Henry Zaga - Mancha Solar, Maíra Paris - Cecilia Reyes, Leonardo Camillo - Sr. Moonstar |
| Deadpool & Wolverine       | Media Access Company   | Sérgio Cantú            | Reginaldo Primo Luiz Feier Motta - Logan / Wolverine, Tarsila Amorim - Cassandra Nova, Nestor Chiesse - Senhor Paradox, Fernanda Baronne - Elektra, Márcio Simões - Blade, Marcos Souza - Gambit, Duda Espinoza - Tocha Humana, Andrea Murucci, Hélio Ribeiro, Erika Menezes, Ricardo Juarez, José Leonardo, Jorge Vasconcellos, Evie Saide - Ladypool, Thiago Longo - Cavillrine                                               |

## Equipe
| Filme                              | Diretor        | Produtore(s)                                                    | Roteirista(s) | Diretor de fotografia | Editore(s)                                                           |
| ---------------------------------- | -------------- | --------------------------------------------------------------- | --- | --------------------- | -------------------------------------------------------------------- |
| X-Men                              | Bryan Singer   | Lauren Shuler Donner Ralph Winter                               | Roteiro por: David Hayter História por: Tom DeSanto Bryan Singer                                                     | Newton Thomas Sigel   | Steven Rosenblum Kevin Stitt John Wright                             |
| X-Men 2                            | Bryan Singer   | Lauren Shuler Donner Ralph Winter                               | Roteiro por: Michael Dougherty Dan Harris David Hayter História por: Zak Penn David Hayter Bryan Singer              | Newton Thomas Sigel   | Elliot Graham John Ottman                                            |
| X-Men: O Confronto Final           | Brett Ratner   | Lauren Shuler Donner Ralph Winter Avi Arad                      | Roteiro por:Simon Kinberg Zak Penn                                                                                   | Dante Spinotti        | Mark Goldblatt Mark Helfrich Julia Wong                              |
| X-Men Origens: Wolverine           | Gavin Hood     | Lauren Shuler Donner Ralph Winter Hugh Jackman John Palermo     | Roteiro por:David Benioff Skip Woods                                                                                 | Donald M. McAlpine    | Nicholas De Toth Megan Gill                                          |
| X-Men: Primeira Classe             | Matthew Vaughn | Lauren Shuler Donner Bryan Singer Simon Kinberg Gregory Goodman | História por: Ashley Edward Miller Zack Stentz Jane Goldman Matthew Vaughn História por: Sheldon Turner Bryan Singer | John Mathieson        | Lee Smith Eddie Hamilton                                             |
| Wolverine: Imortal                 | James Mangold  | Lauren Shuler Donner Hutch Parker                               | Roteiro por:Mark Bomback Scott Frank                                                                                 | Ross Emery            | Michael McCusker                                                     |
| X-Men: Dias de um Futuro Esquecido | Bryan Singer   | Lauren Shuler Donner Bryan Singer Simon Kinberg Hutch Parker    | Roteiro por: Simon Kinberg História por: Simon Kinberg Matthew Vaughn Jane Goldman                                   | Newton Thomas Sigel   | John Ottman                                                          |
| Deadpool                           | Tim Miller     | Lauren Shuler Donner Simon Kinberg Ryan Reynolds                | Roteiro por:Rhett Reese Paul Wernick                                                                                 | Ken Seng              | Julian Clarke                                                        |
| X-Men: Apocalipse                  | Bryan Singer   | Lauren Shuler Donner Bryan Singer Simon Kinberg Hutch Parker    | Roteiro por: Simon Kinberg História por: Bryan Singer Simon Kinberg Michael Dougherty Dan Harris                     | Newton Thomas Sigel   | John Ottman, Michael Louis Hil                                       |
| Logan                              | James Mangold  | Lauren Shuler Donner Simon Kinberg Hutch Parker                 | Roteiro por: Michael Green James Mangold Scott Frank História por: James Mangold                                     | John Mathieson        | Michael McCusker                                                     |
| Deadpool 2                         | David Leitch   | Lauren Shuler Donner Simon Kinberg Ryan Reynolds                | Roteiro por Rhett Reese Paul Wernick Drew Goddard Ryan Reynolds                                                      | Jonathan Sela         | Craig Alpert Michael McCusker Elísabet Ronaldsdóttir Dirk Westervelt |
| Fênix Negra                        | Simon Kinberg  | Simon Kinberg                                                   | Roteiro por Simon Kinberg História por Lauren Shuler Donner Bryan Singer Hutch Parker                                | Mauro Fiore           | Lee Smith                                                            |
| Os Novos Mutantes                  | Josh Boone     | Lauren Shuler Donner Simon Kinberg Karen Rosenfelt              | Roteiro por Josh Boone Knate Gwaltney Scott Neustadter Michael H. Weber                                              | Peter Deming          | Robb Sullivan                                                        |
| Deadpool & Wolverine               | Shawn Levy     | Kevin Feige Ryan Reynolds Shawn Levy Lauren Shuler Donner       | Roteiro por Ryan Reynolds Rhett Reese Paul Wernick Zeb Wells Shawn Levy                                              | George Richmond       | Dean Zimmerman Shane Reid                                            |

## Música
| Título                                                         | Data de lançamento nos EUA | Duração | Compositore(s)                                                                                  | Gravadora                      |
| -------------------------------------------------------------- | -------------------------- | ------- | ----------------------------------------------------------------------------------------------- | ------------------------------ |
| X-Men: Original Motion Picture Soundtrack                      | 11 de julho de 2000        | 104:00  | Michael Kamen                                                                                   | Decca                          |
| X2: Original Motion Picture Score                              | 29 de abril de 2003        | 60:09   | John Ottman                                                                                     | Trauma                         |
| X-Men: The Last Stand: Original Motion Picture Soundtrack      | 23 de maio de 2006         | 61:27   | John Powell                                                                                     | Varèse Sarabande               |
| X-Men Origins: Wolverine: Original Motion Picture Soundtrack   | 28 de abril de 2009        | 45:32   | Harry Gregson-Williams                                                                          | Varèse Sarabande               |
| X-Men: First Class: Original Motion Picture Soundtrack         | 12 de julho de 2011        | 60:14   | Henry Jackman                                                                                   | Sony Masterworks               |
| The Wolverine: Original Motion Picture Soundtrack              | 23 de julho de 2013        | 58:30   | Marco Beltrami                                                                                  | Sony Classical                 |
| X-Men: Days of Future Past: Original Motion Picture Soundtrack | 26 de maio de 2014         | 76:28   | John Ottman                                                                                     | Sony Classical                 |
| Deadpool: Original Motion Picture Soundtrack                   | 12 de fevereiro de 2016    | 68:12   | Tom Holkenborg                                                                                  | Milan                          |
| X-Men: Apocalypse: Original Motion Picture Soundtrack          | 20 de maio de 2016         | 76:00   | John Ottman                                                                                     | Sony Music                     |
| Logan: Original Motion Picture Soundtrack                      | 3 de março de 2017         | 57:31   | Marco Beltrami                                                                                  | Lakeshore                      |
| Deadpool 2 (Original Motion Picture Soundtrack)                | 11 de maio de 2018         | 37:02   | Tyler Bates                                                                                     | Sony Classical Fox Music       |
| Dark Phoenix (Original Motion Picture Soundtrack)              | 7 de junho de 2019         | 1:07:55 | Hans Zimmer                                                                                     | Fox Music                      |
| The New Mutants (Original Motion Picture Soundtrack)           | 28 de agosto de 2020       |         | Mark Snow                                                                                       | Hollywood Records              |
| Deadpool & Wolverine (Original Motion Picture Soundtrack)      | 24 de julho de 2024        | 1:01:52 | 'N Sync, Stray Kids, Fergie, The Platters, Huey Lewis and the News, Aretha Franklin e Green Day | Hollywood Records Marvel Music |

## Recepção

### Bilheteria
| Filme                              | Data de lançamento      | Arrecadação      | Arrecadação        | Arrecadação    | Ranking geral | Ranking geral | Orçamento      | Ref.    |
| Filme                              | Data de lançamento      | América do Norte | Outros territórios | Mundial        | EUA e Canadá  | Mundial       | Orçamento      | Ref.    |
| ---------------------------------- | ----------------------- | ---------------- | ------------------ | -------------- | ------------- | ------------- | -------------- | ------- |
| X-Men                              | 14 de julho de 2000     | $157,299,717     | $139,039,810       | $296,339,527   | 309           | 449           | $75 milhões    | [ 50 ]  |
| X-Men 2                            | 2 de maio de 2003       | $214,949,694     | $192,761,855       | $407,711,549   | 167           | 264           | $110 milhões   | [ 226 ] |
| X-Men: O Confronto Final           | 5 de agosto de 2006     | $234,362,462     | $224,997,093       | $459,359,555   | 133           | 219           | $210 milhões   | [ 61 ]  |
| X-Men Origens: Wolverine           | 1 de maio de 2009       | $179,883,157     | $193,179,707       | $373,062,864   | 238           | 298           | $150 milhões   | [ 69 ]  |
| X-Men: Primeira Classe             | 3 de junho de 2011      | $146,408,305     | $207,215,819       | $353,624,124   | 352           | 335           | $160 milhões   | [ 77 ]  |
| Wolverine: Imortal                 | 26 de julho de 2013     | $132,556,852     | $282,271,394       | $414,828,246   | 424           | 252           | $120 milhões   | [ 227 ] |
| X-Men: Dias de um Futuro Esquecido | 23 de maio de 2014      | $233,921,534     | $513,941,241       | $747,862,775   | 136           | 89            | $200 milhões   | [ 228 ] |
| Deadpool                           | 12 de fevereiro de 2016 | $363,070,709     | $420,042,270       | $783,112,979   | 42            | 80            | $58 milhões    | [ 229 ] |
| X-Men: Apocalipse                  | 27 de maio de 2016      | $155,442,489     | $388,492,298       | $543,934,787   | 315           | 166           | $178 milhões   | [ 103 ] |
| Logan                              | 3 de março de 2017      | $226,277,068     | $392,744,368       | $619,021,436   | 148           | 133           | $97 milhões    | [ 230 ] |
| Deadpool 2                         | 18 de maio de 2017      | $318,468,882     | $415,729,301       | $734,198,183   | 63            | 99            | $110 milhões   | [ 231 ] |
| Fênix Negra                        | 7 de junho de 2019      | $53,165,940      | $152,383,000       | $205,548,940   | 1,586         | 754           | N/A            | [ 232 ] |
| Os Novos Mutantes                  | 28 de agosto de 2020    | $23,852,659      | $25,316,935        | $49,169,594    | 3,294         | 3,085         | $67–80 milhões | [ 233 ] |
| Deadpool & Wolverine               | 22 de julho de 2024     | $636,700,000     | $701,100,000       | $1.338.073.645 | 12            | 15            | $200 milhões   | [ 234 ] |
| Total                              | Total                   | $3095162356      | $4327137535        | $7422573536    | #7            | #8            | $1.935 bilhões | [ 235 ] |

Os três primeiros filmes dos X-Men e Deadpool bateram recordes de abertura na América do Norte: X-Men teve a maior abertura de julho, enquanto X-Men 2 e X-Men: O Confronto Final ganharam o quarto maior fim de semana de abertura e Deadpool obteve o maior fim de semana de abertura de fevereiro. Os recordes dos três primeiros filmes já foram superados. Os três filmes seguintes da série após X-Men: O Confronto Final abriram abaixo de seus antecessores e não estabeleceram recordes de abertura. Na América do Norte, Deadpool é o filme de maior bilheteria da série, e também tem o fim de semana de abertura mais alto. Fora da América do Norte, X-Men: Dias de um Futuro Esquecido teve o fim de semana de abertura mais alto e é o filme de maior bilheteria da série. Mundialmente, Deadpool é o filme de maior bilheteria da série e o filme com a classificação "R" de maior bilheteria de todos os tempos.
A série de filmes X-Men é a segunda série de filmes de maior bilheteria baseada em personagens da Marvel Comics atrás do Universo Cinematográfico Marvel. Na América do Norte, é a sétima série de filmes de maior bilheteria, tendo ganho mais de US$ 2 bilhões. Em todo o mundo, é a sétima série de filmes de maior bilheteria de todos os tempos, tendo arrecadado mais de US $ 4,9 bilhões.

### Crítica
| Filme                              | Rotten Tomatoes    |
| ---------------------------------- | ------------------ |
| X-Men                              | 81% (166 resenhas) |
| X-Men 2                            | 85% (240 resenhas) |
| X-Men: O Confronto Final           | 57% (233 resenhas) |
| X-Men Origens: Wolverine           | 37% (256 resenhas) |
| X-Men: Primeira Classe             | 86% (280 resenhas) |
| Wolverine: Imortal                 | 71% (244 resenhas) |
| X-Men: Dias de um Futuro Esquecido | 90% (298 resenhas) |
| Deadpool                           | 83% (306 resenhas) |
| X-Men: Apocalipse                  | 47% (305 resenhas) |
| Logan                              | 93% (338 resenhas) |
| Deadpool 2                         | 84% (415 resenhas) |
| Fênix Negra                        | 23% (315 resenhas) |
| Os Novos Mutantes                  | 32% (111 resenhas) |
| Deadpool & Wolverine               | 78% (409 resenhas) |

Wesley Morris do The Boston Globe elogiou os três primeiros filmes dos X-Men como "mais do que uma franquia de Hollywood engolindo dinheiro... esses três filmes têm filosofia, ideias e uma alegoria altamente elástica." Roger Ebert deu aos filmes em grande parte críticas positivas, mas os criticou pela quantidade de mutantes, afirmando que "seus poderes são tão diversos e mal adaptados que é difícil mantê-los todos na mesma tela".
Os dois primeiros filmes foram altamente elogiados devido ao tom cerebral deles. No entanto, quando o diretor Bryan Singer deixou a série, muitos criticaram seu sucessor, Brett Ratner. Colin Colvert do Star Tribune sentiu que "a sensibilidade de Singer aos [temas de discriminação] fez os dois primeiros filmes dos X-Men surpreendentemente ressonantes e emocionantes para as extravagâncias de verão baseadas em quadrinhos... Singer é hábil em fazer malabarismos com grandes elencos de personagens tridimensionais, Ratner faz  bang-ups rasos e sem imaginação". James Berardinelli achou que "X-Men: O Confronto Final não é tão tenso ou satisfatório como X-Men 2, mas é melhor construído e melhor estimulado que o X-Men original. As diferenças de qualidade entre os três são pequenas, no entanto; apesar da mudança nos diretores, parece haver uma visão única". David Denby do The New Yorker elogiou "a beleza líquida e a fantasia poética do trabalho de Singer", mas chamou o filme de Ratner de "um sintetizador grosseiro de tropos de comédia e ação". O terceiro filme de Singer da série, X-Men: Dias de um Futuro Esquecido, também foi altamente elogiado. Alonso Duralde do The Wrap sentiu que "Singer mantém as coisas em movimento com bastante rapidez para que você possa seguir o caminho das coisas de super-heróis sem ficar atolado".
Richard George do IGN elogiou as representações de Wolverine, Professor X, Magneto, Jean Grey, Tempestade, William Stryker, Mística, Fera e Noturno; no entanto, George pensou que muitos dos personagens mais novos dos X-Men, como Vampira, Homem de Gelo, Pyro e Kitty Pryde eram "adolescentes sem adjetivos" e ficou desapontado com a caracterização de Ciclope. Ele observou que os cineastas eram "grandes fãs de capangas silenciosos", devido aos pequenos papéis dos vários mutantes vilões; como Lady Deathstrik. O diretor da trilogia Homem-Aranha, Sam Raimi, chegou a declarar ser fã da série, particularmente os filmes de Singer. O historiador de cinema Kim Newman também comparou tonalmente Batman Begins com os filmes de Singer.
Rebecca Rubin da revista Variety afirmou que a franquia X-Men provou que há um público para um filme de super-herói linha dura, enquanto Jeff Bock da Exhibitor Relations disse que com filmes como os filmes Deadpool e Logan , os estúdios podem fazer mais com um filme classificado como R e dar ao público algo novo. No entanto, Tim Grierson e Will Leitch da Vulture da revista New York criticaram a série, observando que os melhores filmes da série não conseguiram capturar o zeitgeist da maneira que os filmes do Universo Cinematográfico Marvel fizeram.

## Versões extendidas/alternativas
A franquia X-Men possui várias versões extendidas, como X-Men 1.5, uma versão de X-Men: O Filme com cortes extendidos. X-Men: Days of Future Past (The Rogue Cut), uma versão extendida de X-Men: Dias de um Futuro Esquecido que inclui uma subtrama da personagem Vampíra, adicionando novos 17 minutos à abra. Além de uma versão lançada nos cinemas em preto e branco do filme Logan.

## Linha do tempo
A linha do tempo da franquia X-Men é alvo de discussões por conta de suas linhas do tempo, a linha do tempo original começa em X-Men Origins: Wolverine, com flashbacks de Logan e Victor Creed em 1845, 1945 e 1972. Depois vem X-Men: First Class, com flashbacks de 1942, de Erik Lehnsherr / Magneto no Holocausto. Embora os acontecimentos principais do filme aconteçam em 1963. X-Men: Days of Future Past é onde a franquia é dividida em duas linhas do tempo, a linha do tempo original dura até o ano de 2023, no inicio de Days of Future Past. Enquanto a linha do tempo alterada dura até 2024, em Deadpool & Wolverine. Embora oficialmente o último filme da nova linha do tempo é The New Mutants. O filme Logan se passa em outra linha do tempo em 2029, por mais que seja bastante semelhante as duas outras linhas do tempo.

### Linha do Tempo (original)
A Linha do Tempo (original), mostra os acontecimentos antes que James "Logan" Howlett / Wolverine viaje no tempo, do ano de 2023 para o ano de 1973 como visto em X-Men: Days of Future Past. A linha do tempo original possui diferenças da Linha do Tempo (revisada), como X-Men Origins: Wolverine ser canônico nessa linha do tempo, mas não na Linha do Tempo (revisada). Além do jogo eletrônico X-Men: The Official Game, também ser canônico, se passando entre X-Men 2 e X-Men: The Last Stand.
| Linha do tempo (original)  | Ano dos acontecimentos | Ano de lançamento | Notas                                                                                                   |
| -------------------------- | ---------------------- | ----------------- | --- |
| X-Men: First Class         | 1962                   | 2011              | *Flashbacks de Magneto no Holocausto em 1942, além do primeiro contato entre Xavier e Mística, em 1944. |
| X-Men Origins: Wolverine   | 1972-1979              | 2009              | *A introdução do filme começa em 1845, com flashbacks de 1945. Até chegar no ano de 1972 e 1979.        |
| X-Men                      | 2000                   | 2000              | *Flashbacks de Magneto no Holocausto em 1942.                                                           |
| X-Men 2                    | 2003                   | 2003              | |
| X-Men: The Official Game   | 2003-2006              | 2006              | *Se passa entre X-Men 2 e X-Men: The Last Stand.                                                        |
| X-Men: The Last Stand      | 2006                   | 2006              | |
| The Wolverine              | 2011                   | 2013              | *Flashbacks de Logan no Japão nos anos 40.                                                              |
| X-Men: Days of Future Past | 2023                   | 2014              | *Antes do Wolverine viajar no tempo.                                                                    |

### Linha do Tempo (revisada)
A Linha do Tempo (revisada), surge em X-Men: Days of Future Past, após Logan / Wolverine viajar no tempo, do ano de 2023 para o ano de 1973, para impedir a criação dos Sentinelas, que em 2023 estão dominando o mundo. Nesta linha do tempo, os Sentinelas não existem e os mutantes são vistos de bons olhos pelo resto da humanidade.
| Linha do tempo (revisada)  | Ano dos acontecimentos    | Ano de lançamento | Notas                                                           |
| -------------------------- | ------------------------- | ----------------- | --------------------------------------------------------------- |
| X-Men: First Class         | 1962                      | 2011              | *Os acontecimentos do filme acontecem nas duas linhas do tempo. |
| X-Men: Days of Future Past | 1973                      | 2014              | *Depois do Wolverine viajar no tempo.                           |
| X-Men: Apocalypse          | 1983                      | 2016              |                                                                 |
| X-Men: Dark Phoenix        | 1992                      | 2019              |                                                                 |
| Deadpool                   | 2016                      | 2016              |                                                                 |
| Deadpool 2                 | 2018                      | 2018              |                                                                 |
| X-Men: Days of Future Past | 2023                      | 2014              | *Após o Wolverine voltar de 1973 para o futuro.                 |
| The New Mutants            | Situado na década de 2020 | 2020              | *Se passa em algum ano da década de 2020.                       |
| Deadpool & Wolverine       | 2024                      | 2024              | *Os eventos implicam que o futuro é o mesmo de Logan.           |

### Linha do Tempo do filmeLogan
James Mangold e Hugh Jackman disseram que Logan não é necessariamente o futuro dos filmes anteriores, se passando em uma linha do tempo alternativa. Porém Deadpool & Wolverine simultaneamente põe a morte de Wolverine tendo ocorrido no mesmo universo e a X-23 de Logan sendo uma refugiada de outra linha do tempo, o que não esclarece se os filmes estão no mesmo mundo.
| Linha do tempo (alterada) | Ano dos acontecimentos | Ano de lançamento | Notas |
| ------------------------- | ---------------------- | ----------------- | --- |
| Logan                     | 2029                   | 2017              | *Eventos semelhantes aos acontecimentos das outras duas linhas do tempo são mencionados durante o filme. |
| Deadpool & Wolverine      | Desconhecido           | 2024              | *Cena inicial do filme.                                                                                  |

## Legado
Richard George, do IGN, afirmou que o sucesso do primeiro filme dos X-Men abriu o caminho para adaptações de filmes de quadrinhos como a série Homem-Aranha e Quarteto Fantástico. Chris Hewitt, da revista Empire, chamou o primeiro filme dos X-Men como o "catalisador" para filmes baseados em personagens da Marvel Comics, afirmando que "o filme de Singer de 2000 é o catalisador de tudo o que vem desde então, bom e ruim. Sem ele, não haveria Marvel Studios." O escritor de quadrinhos Mark Millar disse que X-Men de Singer "revolucionou" os filmes de super-heróis.

### Universo Cinematográfico Marvel
No Universo Cinematográfico Marvel, alguns atores do elenco dos filmes da franquia X-Men reprisam seus papeis, como Ryan Reynolds interpretando Wade Wilson / Deadpool e Hugh Jackman como Logan / Wolverine, Chris Evans de Johnny Storm / Tocha Humana, que já havia interpretado o personagem em Fantastic Four (2005), Aaron Stanford de John Allerdyce / Pyro, reinterpretando o personagem de X-Men 2 (2003), Dafne Keen de Laura / X-23, que havia intepretado a personagem em Logan (2017) e Tyler Mane de Victor Creed / Dentes-de-Sabre, que havia interpretado o personagem em X-Men (2000), todos esses aparecendo em Deadpool & Wolverine. Evan Peters, que interpretou Peter Maximoff / Mercúrio, como Ralph Bohner disfarçado de Pietro Maximoff sob o controle de Agatha Harkness em WandaVision, o mesmo personagem já havia sido interpretado por Aaron Taylor-Johnson em Avengers: Age of Ultron, Patrick Stewart como Professor Charles Xavier, membro dos Illuminati da Terra-838 em Doctor Strange in the Multiverse of Madness, e Kelsey Grammer como Dr. Hank McCoy / Fera na cena pós-créditos de The Marvels.

### Avengers: Doomsday(2026)
Em março de 2025, foi confirmado que Patrick Stewart como Professor X, Kelsey Grammer como Fera, Ian McKellen como Magneto, Alan Cumming como Noturno, Rebecca Romijn como Mística, James Marsden como Ciclope e Channing Tatum como Gambit irão reprisar seus papeis feitos durante a série de filmes X-Men em Avengers: Doomsday, com data de lançamento prevista para 2026. Em 3 de abril de 2025, Kevin Feige disse que o filme será sobre os Vingadores, os Wakandanos, o Quarteto Fantástico, os Novos Vingadores e os X-Men "originais" unirão forças para derrotar Victor Von Doom / Doutor Destino, interpretado por Robert Downey Jr..

## Futuro
Está previsto para um filme que irá rebootar a franquia X-Men em 2029 se passando após a Fase Seis do Universo Cinematográfico Marvel, o filme sem título não irá introduzir os mutantes ou os X-Men. Embora um filme solo dos mutantes ainda não aconteceu, os mutantes já existem no UCM, como o Namor, visto em Black Panther: Wakanda Forever (2022) e Kamala Khan / Ms. Marvel, vista em The Marvels (2023).Além do Adamantium aparecer em Captain America: Brave New World (2025). Os X-Men serão oficialmente introduzidos no Universo Cinematográfico Marvel em Avengers: Doomsday (2026), no final da Saga do Multiverso, com muitos atores da série de filmes X-Men retornando para os seus respectivos papeis no filme.
Em 2025, Ryan Reynolds disse que estava planejando um quarto filme da sub-franquia Deadpool. Em maio de 2025, a Marvel Studios anunciou que o título provisório do novo filme dos X-Men seria "Chunnel". Em julho de 2025, Kevin Feige confirmou Jake Schreier, diretor de Thunderbolts* (2025) para dirigir o reboot de X-Men.
| Filme                      | Data de lançamento | Diretor       | Roteirista(s) | História(s) | Produtor(es) |
| -------------------------- | ------------------ | ------------- | ------------- | ----------- | ------------ |
| Filme dos X-Men sem título | TBA                | Jake Schreier | TBA           | TBA         | Kevin Feige  |

## Home media
20th Century Fox Home Entertainment lançou os primeiros dez filmes em DVD, Blu-ray e download digital. Os dois primeiros filmes também foram lançados em VHS, enquanto X-Men: First Class, X-Men: Days of Future Past, Deadpool, X-Men: Apocalypse e Logan também foram lançados no 4K Ultra HD. Os filmes também foram lançados em boxes em VHS, DVD e Blu-ray (em alguns juntos com outros filmes da Fox baseados em personagens da Marvel):
| Título                                            | Formato      | Data de lançamento     | Filmes | Ref.    |
| ------------------------------------------------- | ------------ | ---------------------- | --- | ------- |
| X-Men Double Pack                                 | VHS          | 10 de novembro de 2003 | X-Men, X-Men 2 | [ 315 ] |
| X-Men Collection                                  | DVD          | 25 de novembro e 2003  | "X-Men 1.5", X-Men 2 | [ 316 ] |
| X-Men Trilogy                                     | DVD          | 3 de outubro de 2006   | X-Men, X-Men 2, X-Men: O Confronto Final | [ 317 ] |
| The Ultimate Heroes Collection                    | DVD          | 16 de outubro de 2007  | Demolidor, Elektra, Quarteto Fantástico, X-Men | [ 318 ] |
| Marvel Heroes                                     | DVD          | 13 de maio de 2008     | Demolidor, Elektra, Quarteto Fantástico, Quarteto Fantástico e o Surfista Prateado, X-Men, X-Men 2, X-Men: O Confronto Final                                                                          | [ 319 ] |
| X-Men Trilogy                                     | Blu-ray      | 29 de abril de 2009    | X-Men, X-Men 2, X-Men: O Confronto Final | [ 320 ] |
| X-Men Quadrilogy                                  | DVD, Blu-ray | 19 de outubro de 2009  | X-Men, X-Men 2, X-Men: O Confronto Final, X-Men Origens: Wolverine | [ 321 ] |
| X-Men: The Ultimate Collection                    | DVD, Blu-ray | October 31, 2011       | X-Men, X-Men 2, X-Men: O Confronto Final, X-Men Origens: Wolverine, X-Men: Primeira Classe | [ 322 ] |
| X-Men and the Wolverine - Adamantium Collection   | DVD, Blu-ray | 3 de dezembro de 2013  | X-Men, X-Men 2, X-Men: O Confronto Final, X-Men Origens: Wolverine, X-Men: Primeira Classe, Wolverine: Imortal                                                                                        | [ 323 ] |
| X-Men: The Adamantium Collection                  | DVD, Blu-ray | 3 de dezembro de 2013  | X-Men, X-Men 2, X-Men: O Confronto Final, X-Men Origens: Wolverine, X-Men: Primeira Classe, Wolverine: Imortal                                                                                        | [ 324 ] |
| X-Men: Experience Collection                      | Blu-ray      | 6 de maio de 2014      | X-Men, X-Men 2, X-Men: O Confronto Final, X-Men: Primeira Classe | [ 325 ] |
| Wolverine Double Feature                          | Blu-ray      | 7 de outubro de 2014   | X-Men Origens: Wolverine, Wolverine: Imortal | [ 326 ] |
| X-Men: The Cérebro Collection                     | Blu-ray      | 10 de novembro de 2014 | X-Men, X-Men 2, X-Men: O Confronto Final, X-Men Origens: Wolverine, X-Men: Primeira Classe, Wolverine: Imortal, X-Men: Dias de um Futuro Esquecido                                                    | [ 327 ] |
| X-Men: 2-Film Collection                          | Blu-ray      | April 19, 2016         | X-Men: Primeira Classe, X-Men: Dias de um Futuro Esquecido | [ 328 ] |
| X-Men: Beginnings Trilogy                         | Blu-ray      | 4 de outubro de 2016   | X-Men: Primeira Classe, X-Men: Dias de um Futuro Esquecido, X-Men: Apocalipse | [ 329 ] |
| X-Men Collection                                  | Blu-ray      | 1 de novembro de 2016  | X-Men, X-Men 2, X-Men: O Confronto Final, X-Men: Primeira Classe, X-Men: Dias de um Futuro Esquecido, X-Men: Apocalipse                                                                               | [ 330 ] |
| X-Men Universe 9-Film Bundle                      | Blu-ray      | 1 de novembro de 2016  | X-Men, X-Men 2, X-Men: O Confronto Final, X-Men Origens: Wolverine, X-Men: Primeira Classe, Wolverine: Imortal, X-Men: Dias de um Futuro Esquecido, Deadpool, X-Men: Apocalipse                       | [ 330 ] |
| Wolverine: 2-Movie Collection                     | Blu-ray      | 10 de janeiro de 2017  | X-Men Origens: Wolverine, Wolverine: Imortal | [ 331 ] |
| Deadpool 1 & 2: The Complete Collection (For Now) | Blu-ray      | 21 de agosto de 2018   | Deadpool, Deadpool 2 | [ 332 ] |
| X-Men: 3-Film Collection                          | Blu-ray      | 25 de setembro de 2018 | X-Men, X-Men 2, X-Men: O Confronto Final | [ 333 ] |
| X-Men: 10 Movie Collection                        | DVD, Blu-ray | 26 de abril de 2021    | X-Men, X-Men 2, X-Men: O Confronto Final, X-Men Origens: Wolverine, X-Men: Primeira Classe, Wolverine: Imortal, X-Men: Dias de um Futuro Esquecido, X-Men: Apocalipse, Fênix Negra, Os Novos Mutantes | [ 334 ] |

Até maio de 2014, as vendas de DVD e Blu-ray dos seis primeiros filmes nos Estados Unidos obtiveram mais de US$ 620 milhões.
Uma coleção de 10 filmes intitulada X-Men: 10 Movie Collection foi lançada pela Disney e pela 20th Century Studios Home Entertainment em 26 de abril de 2021.

## Ver Também
- X-Men (série de filmes) – Wikipédia:Livros
- Lista de atores dos filmes dos X-Men
- Linha do tempo da série de filmes X-Men